# Specialty Records/Diskografie

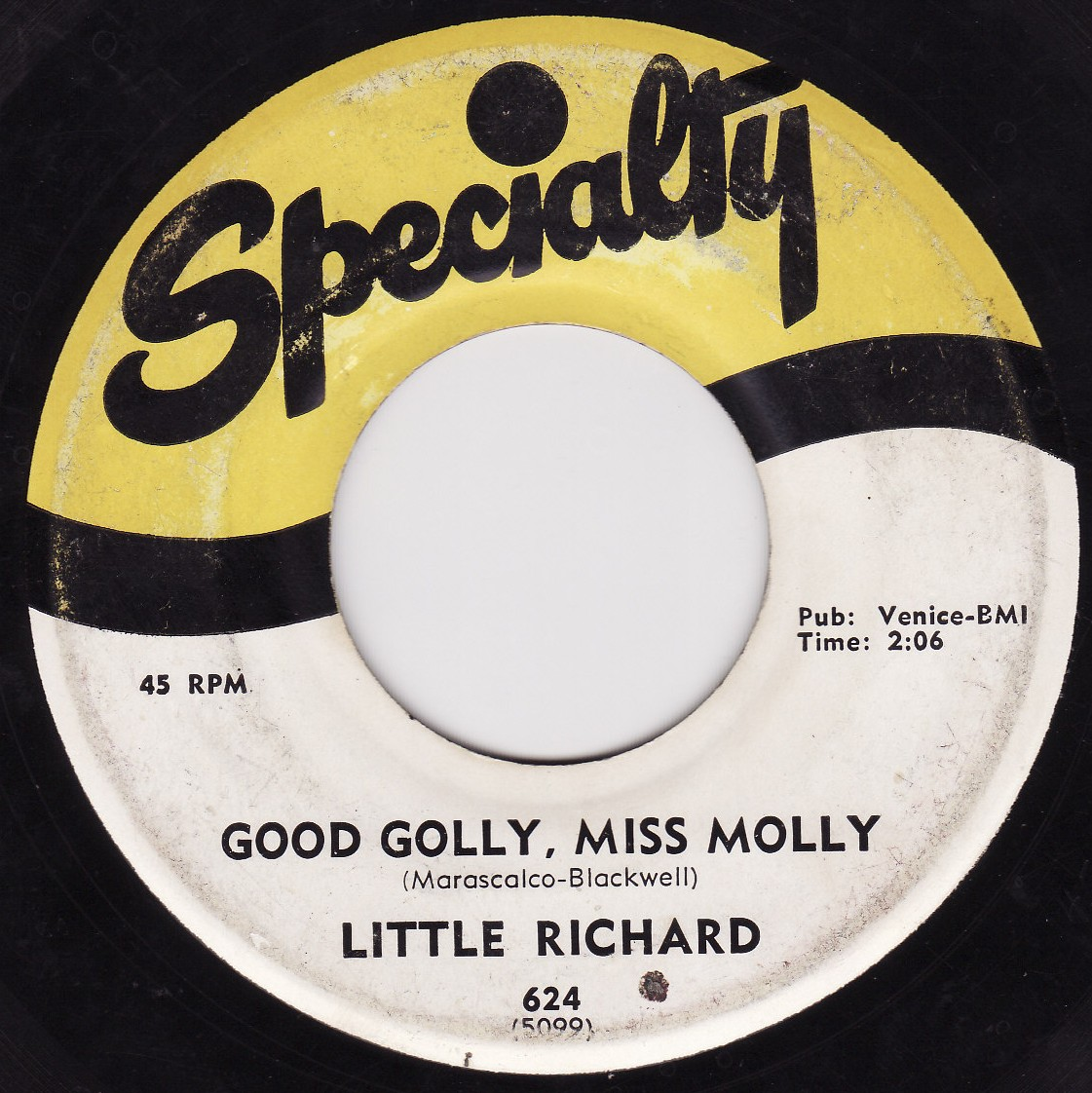
Little Richards Good Golly, Miss Molly auf Specialty 624

Die Diskografie von Specialty Records führt alle Veröffentlichungen des kalifornischen Plattenlabels Specialty Records für deren amerikanischen Heimatmarkt. Nicht verzeichnet sind länderspezifische Ausgaben in Großbritannien, Deutschland und den Niederlanden, die bezüglich Plattennummer, Veröffentlichungsjahr, Zuschnitt und Vollständigkeit von den amerikanischen Serien deutlich abweichen können. Ebenso unberücksichtigt bleiben die durch Specialty lizenzierten Ausgaben auf ausländischen Labels: London Records veröffentlichte in Großbritannien, Belgien, Dänemark, Deutschland, den Niederlanden, Norwegen, Italien, Schweden, Japan und Südafrika. Auch die deutsche Metronome veröffentlichte Specialty-Material. In Belgien erschienen Specialty-Aufnahmen auf Ronnex Records und Moonglow Records, in den Niederlanden auf Artone Records sowie in Norwegen auf Decca Records. Das von Art Rupe gegründete Label wurde als Marke trotz des Verkaufs an Fantasy Records im Jahr 1991 und an die Concord Music Group im Jahr 2004 weitergeführt.
Die in der Tabelle verwendeten Spalten listen die im Folgenden erläuterten Informationen auf:
- Nummer: Die Plattennummer mit dem Label-Kürzel „SP“ für Specialty Records. „SPS“ steht für Stereo-Alben und „SPCD“ für Ausgaben auf Compact Disc
- Jahr: Das Jahr der Erstauflage. Viele Veröffentlichungen wurden über die Jahre mehrfach neu aufgelegt mit Aufklebern im jeweils aktuellen Design.
- Künstler: Der oder die Interpreten.
- Titel: Der Titel des Tonträgers bei EPs, Alben und CDs.
- Songs: Bei Singles sind dies die Songs auf beiden Seiten der Platte. Eine eindeutige Zuordnung der Seiten als A- und B-Seite ist bei Specialty Records nicht möglich, da entsprechende Vermerke auf den Aufklebern fehlen. Die Diskografie folgt daher der Reihenfolge, welche die verwendeten Quellen vorgeben. Diese basieren wiederum auf Werbung des Labels in Musikzeitschriften oder auf Einschätzungen der Musikjournalistik anhand des jeweiligen Erfolgs. Bei den EPs sind neben dem Titel der Veröffentlichung auch die Songs angegeben. Die Trackliste bei den LPs und CDs entfällt.

## Singles
Specialty Records begannen ihre Diskografie 1946 in Zeiten der 78er-Schellack-Single. Ab etwa 1955 kam parallel die 45er-Vinyl-Single hinzu. Die letzte Schellack-Platte war Wynona Carrs SP-678 vom September 1958. Die letzte 45er-Single erschien in den 1980er Jahren.
Mit Specialty SP-500 startete 1946 die Rhythm-and-Blues-Serie, deren ersten fünf Platten von Art Rupes früherem Jukebox Records übernommen wurden und die bis 1948 26 Ausgaben sah. Die Zählung macht dann einen Sprung auf SP-300 und startet eine Serie, die bis 1954 dauerte und erst beim Erreichen der ursprünglichen Start-Nummer 500 wieder unterbrochen werden musste. In der 300er-Serie sind auch Gospel-Interpreten zu finden, die parallel ab 1951 – zum Höhepunkt des Gospel-Booms – die 800er-Serie belegten, welche bis SP-919 im Jahr 1959 reichte. Erst 1971 wurde diese Folge für drei Jahre durch die Neuauflage alten Materials wiederaufgenommen, bis 1973 mit SP-934 die letzte Specialty-Single erschien. Wahrscheinlich war in dieser Folge SP-933 der Melody Kings die einzige Platte mit Neueinspielungen. Zwischen 1949 und 1953 kamen achtzehn Country & Western-Singles mit den Nummern SP-701 bis SP-718 heraus. Die Hauptlinie des Rhythm and Blues setzt unmittelbar hinter dem frühesten Zahlenblock mit SP-526 wieder ein und mitvollzieht den Wandel des Rhythm and Blues zum Rock ’n’ Roll. Diese Serie dauerte bis 1960 und bis zur Nummer SP-690, als der Label-Chef Art Rupe das Label vorübergehend stilllegte, da er persönlich mit dem Payola-Skandal in Verbindung gebracht wurde. Mit Little Richards Comeback 1964 ging auch dessen altes Label wieder in Betrieb und knüpfte mit SP-691 an die letzte Zählung an. Nach bereits zwei Ausgaben zeigte sich Rupe vom ausbleibenden Erfolg enttäuscht. Erst 1968 wurde die Singleproduktion wieder aufgenommen. Dabei wurde vor allem Archiv-Material auf Platte gepresst. Diese Reihe lief schließlich in den 1980ern mit SP-751 aus. Die Lücke in der Nummerierung bis zu SP-800 der Gospelserie wurde nicht mehr geschlossen.
2012 erschienen mit Love Charms und Heeby-Jeebies von Larry Williams zwei Aufnahmen aus den Specialty-Archiven im Design des kalifornischen Original-Labels unter der Nummer JBJ1029. Dabei handelt es sich um eine Ausgabe auf dem Sublabel Jukebox Jam Series der britischen Firma Jazzman Records und gehört daher nicht in folgende Auflistung.

### SP-300 bis SP-499 (1948–1954): Gospel und Rhythm and Blues
| Nummer | Jahr | Künstler                                                       | Songs                                                                          |
| ------ | ---- | -------------------------------------------------------------- | ------------------------------------------------------------------------------ |
| SP-300 | 1948 | The Southern Harmonizers                                       | These Old Bones I’m in His Care                                                |
| SP-301 | 1948 | The Southern Harmonizers                                       | What Are You Doing in Heaven Until I Find the Lord                             |
| SP-302 | 1948 | The Southern Harmonizers                                       | Canaan My Lord Is Waiting All the Time                                         |
| SP-303 | 1948 | Joe Lutcher & his Society Cats                                 | Rocking Boogie Blues for Sale                                                  |
| SP-304 | 1948 | Joe Lutcher & his Society Cats                                 | The Traffic Song Society Boogie                                                |
| SP-305 | 1948 | The Pilgrim Travelers                                          | I’m Standing on the Highway I’ll Tell It                                       |
| SP-306 | 1948 | The Pilgrim Travelers                                          | Stretch Out Everyone’s Gonna Have a Wonderful Time                             |
| SP-307 | 1948 | Camille Howard Trio                                            | X-Temporeanous Boogie You Don’t Love Me                                        |
| SP-308 | 1948 | Nelson Alexander Trio                                          | Rock That Voot Well, Well Baby                                                 |
| SP-309 | 1948 | Camille Howard Trio                                            | Barcarolle Boogie Going Home Blues                                             |
| SP-310 | 1948 | The Pilgrim Travelers                                          | Good News He Will Remember Me                                                  |
| SP-311 | 1948 | The Golden Keys Quartet                                        | He Knows How God Rode                                                          |
| SP-312 | 1948 | Jim Wynn                                                       | Fat Meat Put Me Down Blues                                                     |
| SP-313 | 1948 | The Pilgrim Travelers                                          | My Prayer I Want My Crown                                                      |
| SP-314 | 1948 | Roy Milton & his Solid Senders                                 | Everything I Do Is Wrong Hop, Skip and Jump                                    |
| SP-315 | 1948 | The Pilgrim Travelers                                          | Jesus Travels Mother Bowed                                                     |
| SP-316 | 1948 | The Pilgrim Travelers                                          | Jesus Thank You Jesus                                                          |
| SP-317 | 1948 | Roy Milton & his Solid Senders                                 | New Year’s Resolution Porter’s Love Song                                       |
| SP-318 | 1948 | Camille Howard Trio                                            | Bump in the Road Sundays with You                                              |
| SP-319 | 1948 | Jimmy Liggins & his Drops of Joy                               | Careful Love Homecoming Blues                                                  |
| SP-320 | 1949 | Big Maceo                                                      | Big City Blues Do You Remember                                                 |
| SP-321 | 1949 | Smokey Hogg                                                    | Nobody Treats Me Right I Want a Roller                                         |
| SP-322 | 1949 | Jimmy Liggins & his Drops of Joy                               | Baby I Can’t Forget You Looking For My Baby                                    |
| SP-323 | 1949 | Smokey Lynn & Don Johnson                                      | State Street Boogie Jackson’s Blues                                            |
| SP-324 | 1949 | Wynona Carr                                                    | Each Day Lord Jesus                                                            |
| SP-325 | 1949 | Camille Howard Trio                                            | Instantaneous Boogie The Mood That I’m In                                      |
| SP-326 | 1949 | The Pilgrim Travelers                                          | Now Lord Yes, My Lord                                                          |
| SP-327 | 1949 | Larry Costello                                                 | Lonesome Lover Blues Run, Mr. Rabbit Run                                       |
| SP-328 | 1949 | Roy Milton & his Solid Senders                                 | The Hucklebuck Sympathetic Blues                                               |
| SP-329 | 1949 | The Pilgrim Travelers                                          | Jesus Met the Woman at the Well It’s a Blessing                                |
| SP-330 | 1949 | Roy Milton & his Solid Senders                                 | Junior Jumps There Is Something Missing                                        |
| SP-331 | 1949 | The Golden Echoes                                              | When the Saints Go Marching In When I Lay My Burden Down                       |
| SP-332 | 1949 | Camille Howard Trio                                            | Fiesta in Old Mexico Miraculous Boogie                                         |
| SP-333 | 1949 | Wynona Carr                                                    | I Want to Go to Heaven and Rest I Know That He Knows                           |
| SP-334 | 1949 | Smokey Hogg                                                    | Evil Mind Blues I’m Through with You                                           |
| SP-335 | 1949 | Earl Simms                                                     | Crying My Baby’s Gone                                                          |
| SP-336 | 1949 | Buddy Banks                                                    | Happy Home Blues The Night Is Fading Too Soon                                  |
| SP-337 | 1949 | Jack Williams                                                  | Blueberry Hill Satchel Bounce                                                  |
| SP-338 | 1949 | Joe Liggins & the Honeydrippers                                | The Honeydripper I’ve Got a Right to Cry                                       |
| SP-339 | 1949 | Jimmy Liggins & his Drops of Joy                               | Nite Life Boogie Don’t Put Me Down                                             |
| SP-340 | 1949 | The Pilgrim Travelers                                          | My Eternal Home Jesus Is the Only One                                          |
| SP-341 | 1949 | Roy Milton & his Solid Senders                                 | I’m Walkin’ Up Baby Tain’t Me                                                  |
| SP-342 | 1949 | Smokey Hogg                                                    | I Want My Baby for Christmas Going Back to Texas                               |
| SP-343 | 1949 | Brother Joe May                                                | Search My Lord How Much More of Life’s Burden Can I Bear                       |
| SP-344 | 1949 | Eddie Smith                                                    | When the Clock Strikes Twelve Now That I Have You                              |
| SP-345 | 1949 | The Pilgrim Travelers                                          | Nothing Can Change A Soldier’s Plea                                            |
| SP-346 | 1950 | Big Maceo                                                      | One Sunday Morning Just Tell Me Baby                                           |
| SP-347 | 1950 | Brother Joe May                                                | Did You Know Him? The Day Is Past and Gone                                     |
| SP-348 | 1950 | Wynona Carr & Brother Joe May                                  | I’ll Serve You Till My Dying Day What Do You Know About Jesus                  |
| SP-349 | 1950 | Roy Milton & his Solid Senders                                 | Information Blues My Sweetheart                                                |
| SP-350 | 1950 | Joe Liggins & the Honeydrippers                                | Rag Mop Ramblin’ Blues                                                         |
| SP-351 | 1950 | The Pilgrim Travelers                                          | Jesus Hits Like the Atom Bomb Something Within Me                              |
| SP-352 | 1950 | Camille Howard Trio                                            | O Sole Mio. Boogie Within This Heart of Mine                                   |
| SP-353 | 1950 | Jimmy Liggins & his Drops of Joy                               | Mississippi Boogie Misery Blues                                                |
| SP-354 | 1950 | The Soul Stirrers                                              | By and By Part 1 By and By Part 2                                              |
| SP-355 | 1950 | Joe Liggins & the Honeydrippers                                | Pink Champagne Sentimental Lover                                               |
| SP-356 | 1950 | Smokey Hogg                                                    | Lowdown Woman Blues Gonna Leave Today                                          |
| SP-357 | 1950 | The Pilgrim Travelers                                          | The Old Rugged Cross Call Him by His Name                                      |
| SP-358 | 1950 | Roy Milton & his Solid Senders                                 | Junior Jives Where There Is No More                                            |
| SP-359 | 1950 | Camille Howard Trio                                            | Ferocious Boogie Maybe It’s Best After All                                     |
| SP-360 | 1950 | The Soul Stirrers                                              | Feel Like My Time Ain’t Long I’m Still Living on My Mother’s Prayer            |
| SP-361 | 1950 | Brother Joe May                                                | I Want Jesus on the Road I Travel I’m Going to Live the Life I’m Singing About |
| SP-362 | 1950 | Jimmy Liggins & his Drops of Joy                               | The Song Is Gone Answer to the Teardrop Blues                                  |
| SP-363 | 1950 | The Pilgrim Travelers                                          | God Shall Wipe Away All Tears Dear Lord Look Down upon Me                      |
| SP-364 | 1950 | Wynona Carr                                                    | I Heard My Mother Pray One Day Don’t Miss That Train                           |
| SP-365 | 1950 | The Soul Stirrers                                              | In the Aweful Hour I Have a Right to the Tree of Life                          |
| SP-366 | 1950 | Roy Milton & his Solid Senders                                 | Playboy Blues Cryin’ and Singin’ the Blues                                     |
| SP-367 | 1950 | King Perry & the Pied Pipers                                   | Everything’s Gotta Be Alright Mellow Gate Blues                                |
| SP-368 | 1950 | Joe Liggins & the Honeydrippers                                | Rhythm in the Barnyard Part 1 Rhythm in the Barnyard Part 2                    |
| SP-369 | 1950 | Smokey Hogg                                                    | You Better Watch That Jive What’s on Your Mind?                                |
| SP-370 | 1950 | Camille Howard Trio                                            | Fire Ball Boogie I’m Blue                                                      |
| SP-371 | 1950 | The Pilgrim Travelers                                          | I Love the Lord My Road’s So Rough and Rocky                                   |
| SP-372 | 1950 | Roy Milton & his Solid Senders                                 | Bartender’s Boogie Sad Feeling                                                 |
| SP-373 | 1950 | Brother Joe May                                                | I’m Want a Double Portion of God’s Love He’ll Be Waiting at the End            |
| SP-374 | 1950 | Jimmy Liggins & his Drops of Joy                               | Sincere Lover’s Blues Saturday Night Boogie Woogie Man                         |
| SP-375 | 1950 | Percy Mayfield                                                 | Please Send Me Someone to Love Strange Things Happening                        |
| SP-376 | 1950 | The Soul Stirrers                                              | How Long The Lord Is My ’Shepherd                                              |
| SP-377 | 1950 | Wynona Carr & Brother Joe May                                  | I See Jesus It’s All Right                                                     |
| SP-378 | 1950 | Camille Howard Trio                                            | I Ain’t Got the Spirit Shrinking Up Fast                                       |
| SP-379 | 1950 | Joe Liggins & the Honeydrippers                                | Daddy on My Mind Little Joe’s Boogie                                           |
| SP-380 | 1950 | Jimmy Liggins & his Drops of Joy                               | Shuffle Shack I Want My Baby for Christmas                                     |
| SP-381 | 1950 | Roy Milton & his Solid Senders                                 | Oh Babe Christmas Blues                                                        |
| SP-382 | 1950 | The Pilgrim Travelers                                          | I Was There When the Spirit Came What a Blessing in Jesus I’ve Found           |
| SP-383 | 1950 | Sister Wynona Carr                                             | I Know Someday God’s Gonna Call Me What Do You Do When You Get to Heaven?      |
| SP-384 | 1950 | Brother Joe May                                                | I Thank the Lord Jesus Is the Name                                             |
| SP-385 | 1950 | The Pilgrim Travelers                                          | Satisfied with Jesus He’s Pleading in Glory                                    |
| SP-386 | 1950 | Roy Milton & his Solid Senders                                 | Bye Bye Baby Blues Old Man River                                               |
| SP-386 | 1950 | Roy Milton & his Solid Senders                                 | Bye Bye Baby Blues That’s the One for Me                                       |
| SP-387 | 1950 | The Soul Stirrers                                              | Faith and Grace I’m Gonna Move in the Room with the Lord                       |
| SP-388 | 1950 | Brother Joe May                                                | Our Father There Must Be a Heaven Somewhere                                    |
| SP-389 | 1950 | The Pilgrim Travelers                                          | I’ve Got My Mother Gone Home Call Jesus                                        |
| SP-390 | 1951 | Percy Mayfield                                                 | Lost Love Life Is Suicide                                                      |
| SP-391 | 1951 | Brother Joe May                                                | Every Day and Every Hour Didn’t It Rain?                                       |
| SP-392 | 1951 | Joe Liggins & the Honeydrippers                                | Frankie Lee Just Can’t Help Myself                                             |
| SP-393 | 1951 | The Pilgrim Travelers                                          | I’ll Be the One Welcome Home                                                   |
| SP-394 | 1951 | Joe Liggins & the Honeydrippers                                | Bob Is the Guy That’s the One for Me                                           |
| SP-395 | 1951 | Sister Wynona Carr                                             | The Good Ole Way See His Blessed Face                                          |
| SP-396 | 1951 | The Pilgrim Travelers                                          | I’ll Be the One Welcome Home                                                   |
| SP-397 | 1951 | Jimmy Liggins & his Drops of Joy                               | Down and out Blues Lonely Nights Blues                                         |
| SP-398 | 1951 | King Perry & the Pied Pipers                                   | Blue and Lonesome Natural Born Lover                                           |
| SP-399 | 1951 | Brother Joe May                                                | Oh Yes, He Set Me Free I’ll Make It Somehow                                    |
| SP-400 | 1951 | Percy Mayfield                                                 | What a Fool I Was Nightless Lover                                              |
| SP-401 | 1951 | Camille Howard Trio                                            | Got No Money Blues Easy                                                        |
| SP-402 | 1951 | Joe Liggins & the Honeydrippers                                | One Sweet Letter Whiskey, Gin and Wine                                         |
| SP-403 | 1951 | Roy Milton & his Solid Senders                                 | It’s Later than You Think Numbers Blues                                        |
| SP-404 | 1951 | Camille Howard Trio                                            | Baggin’ the Boogie Schubert’s Serenade Boogie                                  |
| SP-405 | 1951 | Freddy Clark                                                   | Tonight of All Nights Why Did You Do It                                        |
| SP-406 | 1951 | Jimmy Liggins & his Drops of Joy                               | Lover’s Prayer The Washboard Special                                           |
| SP-407 | 1951 | Roy Milton & his Solid Senders                                 | T-Town Twist I Have News for You                                               |
| SP-408 | 1951 | Percy Mayfield                                                 | My Blues Praying for Your Return                                               |
| SP-409 | 1951 | Joe Liggins & the Honeydrippers                                | Louisiana Woman Trying to Lose the Blues                                       |
| SP-410 | 1951 | Amos Easton                                                    | Strange Angel Lonesome Trail Blues                                             |
| SP-411 | 1951 | The Victorians                                                 | I Guess You’re Satisfied Don’t Break My Heart Again                            |
| SP-412 | 1951 | King Perry & the Pied Pipers                                   | I Ain’t Got No Dime to My Name Day and Night Blues                             |
| SP-413 | 1951 | Joe Liggins & the Honeydrippers                                | So All Alone Oh How I Miss You                                                 |
| SP-414 | 1951 | Roy Milton & his Solid Senders                                 | Best Wishes Short, Sweet and Snappy                                            |
| SP-414 | 1951 | Roy Milton & his Solid Senders Joe Liggins & the Honeydrippers | Short, Sweet And Snappy So All Alone                                           |
| SP-415 | 1951 | Willard McDaniel                                               | Blues of Delta 3 A.M. Boogie                                                   |
| SP-416 | 1951 | Percy Mayfield                                                 | Cry Baby Nappin’ The Nickless (Hopeless)                                       |
| SP-417 | 1951 | Camille Howard Trio                                            | Please Don’t Stay away So Long Million Dollar Boogie                           |
| SP-418 | 1951 | Jimmy Liggins & his Drops of Joy                               | Goin’ down the Sun That’s What’s Knocking Me Out                               |
| SP-419 | 1952 | Jesse Thomas                                                   | Jack O’Diamonds When You Say I Love You                                        |
| SP-420 | 1952 | The Victorians                                                 | Naturally Too Wek for You Part Time Sweetheart                                 |
| SP-421 | 1952 | Lil Greenwood                                                  | Love Will Make You a Slave Can’t Help But Love You                             |
| SP-422 | 1952 | Lester Williams                                                | My Home Ain’t Here I Can’t Lose with the Stuff I Use                           |
| SP-423 | 1952 | The Four Flames                                                | The Wheel of Fortune Later                                                     |
| SP-424 | 1952 | Willard McDaniel                                               | Ciri-Biri-Bin Boogie Blues for Mimi                                            |
| SP-425 | 1952 | Percy Mayfield                                                 | The Big Question Hunt Is One                                                   |
| SP-426 | 1952 | Joe Liggins & the Honeydrippers                                | Boogie Woogie Lou Rain, Rain, Rain                                             |
| SP-427 | 1952 | Jimmy Liggins & his Drops of Joy                               | Stolen Love Low down Blues                                                     |
| SP-428 | 1952 | Lloyd Price                                                    | Lawdy, Miss Clawdy Mailman Blues                                               |
| SP-429 | 1952 | Roy Milton & his Solid Senders                                 | So Tired Thelma Lou                                                            |
| SP-430 | 1952 | Joe Liggins & the Honeydrippers                                | Tanya Dripper’s Boogie                                                         |
| SP-431 | 1952 | Lester Williams                                                | Trying to Forget Let Me Tell You a Thing Or Two                                |
| SP-432 | 1952 | Percy Mayfield                                                 | Louisiana Two Hearts Are Greater Than One                                      |
| SP-433 | 1952 | Camille Howard Trio                                            | Old Baldy Boogie Song of India Boogie                                          |
| SP-434 | 1952 | Jimmy Liggins & his Drops of Joy                               | Dark Hour Blues Brown Skin Baby                                                |
| SP-435 | 1952 | Jesse Belvin                                                   | Confusin’ Blues Baby Don’t Go                                                  |
| SP-436 | 1952 | Roy Milton & his Solid Senders                                 | As Time Goes By Flying Saucer                                                  |
| SP-437 | 1952 | Lester Williams                                                | Lost Gal Sweet Lovin’ Daddy                                                    |
| SP-438 | 1952 | Roy Milton & his Solid Senders                                 | Night & Day I Miss You So Am I Wasting My Time                                 |
| SP-439 | 1952 | Percy Mayfield                                                 | Lonesome Highway My Heart                                                      |
| SP-440 | 1952 | Lloyd Price                                                    | Oooh Oooh Oooh Restless Heart                                                  |
| SP-441 | 1952 | Joe Liggins & the Honeydrippers                                | Crying over You Going back to New Orleans                                      |
| SP-442 | 1952 | Duke Henderson                                                 | Country Girl Lucy Brown                                                        |
| SP-443 | 1952 | Sonny Jones                                                    | Do You Really Love Me Is Everything All Right                                  |
| SP-444 | 1952 | The Royal Kings                                                | Bouncin’ The Boogie Teachin’ ’n’ Preachin’                                     |
| SP-445 | 1952 | Marvin Phillips & Men From Mars                                | Old Man’s Blues Wine Boogie                                                    |
| SP-446 | 1952 | Roy Milton & his Solid Senders                                 | Believe Me Baby Blue Turning Grey All Over                                     |
| SP-447 | 1952 | Jesse & Marvin                                                 | Daddy Loves Baby Dream Girl                                                    |
| SP-448 | 1952 | The Solid Senders                                              | Just Plain Blues Where Or When                                                 |
| SP-449 | 1952 | Camille Howard Trio                                            | X-Temporaneous Boogie Barcarolle Boogie                                        |
| SP-450 | 1952 | Lester Williams                                                | If You Knew How Much I Love You Brand New Baby                                 |
| SP-451 | 1953 | Percy Mayfield                                                 | The Rivers Invitation I Dare You Baby                                          |
| SP-452 | 1953 | Lloyd Price                                                    | Ain’t It a Shame Tell Me Pretty Baby                                           |
| SP-453 | 1953 | Joe Liggins & the Honeydrippers                                | Blues for Tanya Freight Train Blues                                            |
| SP-454 | 1953 | Jimmy Crawford                                                 | Heavy Wight Baby Frantic                                                       |
| SP-455 | 1953 | Roy Milton & his Solid Senders                                 | Some Day Don’t You Remember Baby?                                              |
| SP-456 | 1953 | Kenzie Moore                                                   | I Don’t Know Why Let It Lay                                                    |
| SP-457 | 1953 | Lloyd Price                                                    | What’s the Matter Now So Long                                                  |
| SP-458 | 1953 | Mercy Dee                                                      | One Room Country Shack My Woman Knows the Score                                |
| SP-459 | 1953 | Frankie Lee Sims                                               | Lucy Mae Blues Don’t Take It out on Me                                         |
| SP-460 | 1953 | Percy Mayfield                                                 | Lost Mind The Lonely One                                                       |
| SP-461 | 1953 | Henry Pierce & the Five Notes                                  | Thrill Me Baby Hey Fine Mama                                                   |
| SP-462 | 1953 | Kenzie Moore                                                   | My Baby’s Gone Again I’m Beggin’ You Baby                                      |
| SP-463 | 1953 | Lloyd Price                                                    | Where You At? Baby Don’t Turn Your Back on Me                                  |
| SP-464 | 1953 | Roy Milton & his Solid Senders                                 | Let Me Give You All My Love Early in the Morning                               |
| SP-465 | 1953 | Joe Liggins & the Honeydrippers                                | Farewell Blues Deep Feeling Kind of Love                                       |
| SP-466 | 1953 | Mercy Dee                                                      | Rent Man Blues Fall Guy                                                        |
| SP-467 | 1953 | H-Bomb Ferguson                                                | You Made Me Baby She’s Been Gone                                               |
| SP-468 | 1953 | Floyd Dixon                                                    | Please Don’t Go Hard Living Alone                                              |
| SP-469 | 1953 | Sylvester Saunders                                             | My Dreams Is All in Vain I Want You Baby                                       |
| SP-470 | 1953 | Jimmy Liggins & his 3-D Music                                  | Drunk I’ll Never Let You Go                                                    |
| SP-471 | 1953 | Lloyd Price                                                    | I Wish Your Picture Was You Frog Legs                                          |
| SP-472 | 1953 | Gene Moore & the Metronomes                                    | She’s Gone That’s Bad                                                          |
| SP-473 | 1953 | Percy Mayfield                                                 | The Bachelor Blues How Deep Is the Well                                        |
| SP-474 | 1953 | Joe Liggins & the Honeydrippers                                | Everyone’s down Home The Big Dripper                                           |
| SP-475 | 1953 | Little Temple                                                  | Cold Love I Ate the Wrong Part                                                 |
| SP-476 | 1953 | Honey Boy                                                      | Blood Stains on the Wall My Time Ain’t Long                                    |
| SP-477 | 1953 | Floyd Dixon                                                    | Hole in the Wall Old Memories                                                  |
| SP-478 | 1953 | Frankie Lee Sims                                               | I’m Long, Long Gone Yeah Baby                                                  |
| SP-479 | 1953 | Marvin & Johnny & the Marsmen                                  | Baby Doll I’m Not a Fool                                                       |
| SP-480 | 1953 | Roy Milton & his Solid Senders                                 | I Stood Baby Baby Don’t You Know                                               |
| SP-481 | 1953 | Mercy Dee                                                      | Get Go Getting’ Dark Muddy Bottom                                              |
| SP-482 | 1953 | Guitar Slim                                                    | The Things That I Used to Do Well, I Done Got It Over                          |
| SP-483 | 1954 | Lloyd Price                                                    | Let Me Come Home Baby Too Late for Tears                                       |
| SP-484 | 1954 | Jimmy Liggins & his Drops of Joy                               | Come Back Home Going Away                                                      |
| SP-485 | 1954 | Percy Mayfield                                                 | I Need Your Love So Bad Loose Lips                                             |
| SP-486 | 1954 | Floyd Dixon                                                    | Nose Trouble Ooh Eee, Ooh Eee                                                  |
| SP-487 | 1954 | Frankie Lee Sims                                               | Rhumba My Boogie I’ll Get along Somehow                                        |
| SP-488 | 1954 | Marvin & Johnny & the Marsmen                                  | Jo Jo How Long Has She Been Gone                                               |
| SP-489 | 1954 | Roy Milton & his Solid Senders                                 | Make Me Know It A Bird in Hand                                                 |
| SP-490 | 1954 | Guitar Slim                                                    | Story of My Life A Letter to My Girl Friend                                    |
| SP-491 | 1954 | Kenzie Moore                                                   | I Ain’t Nothing But a Dreamer How Much Longer                                  |
| SP-492 | 1954 | Joe Liggins & the Honeydrippers                                | Make Love to Me Tears on My Pillow                                             |
| SP-493 | 1954 | Willie Johnson                                                 | Say Baby That Night                                                            |
| SP-494 | 1954 | Lloyd Price                                                    | Walkin’ the Track Jimmie Lee                                                   |
| SP-495 | 1954 | Earl King                                                      | A Mother’s Love I’m Your Best Bet Baby                                         |
| SP-496 | 1954 | The Rhythm Cats                                                | Cool Caravan Blue Saxophone                                                    |
| SP-497 | 1954 | The Kings                                                      | Till I Say Well Done What Can I Do                                             |
| SP-498 | 1954 | Marvin & Johnny                                                | School of Love Boy Loves Girl                                                  |
| SP-499 | 1954 | Percy Mayfield                                                 | You Don’t Exist No More Sugar Mama, Peachy Papa                                |

### SP-500 bis SP-525 (1946–1948): Rhythm and Blues
| Nummer | Jahr | Künstler                                            | Songs                                                   |
| ------ | ---- | --------------------------------------------------- | ------------------------------------------------------- |
| SP-500 | 1946 | The Sepia Tones                                     | Boogie #1 Sophisticated Blues                           |
| SP-501 | 1946 | The Blues Man                                       | Kansas City Boogie My Baby’s Blues                      |
| SP-502 | 1946 | The Blues Woman                                     | Voo-It! Voo-It! Crying Blues                            |
| SP-503 | 1946 | Roy Milton & his Solid Senders                      | Milton’s Boogie Groovy Blues                            |
| SP-504 | 1946 | Roy Milton & his Solid Senders                      | R.M. Blues Rhythm Cocktail                              |
| SP-505 | 1946 | Jump Jackson & his Band (Vocals by Roosevelt Sykes) | Blues at Midnight Homesick Blues                        |
| SP-506 | 1946 | Jump Jackson & his Band                             | Alley Cat Woman Night Life Blues                        |
| SP-507 | 1946 | Jump Jackson & his Band                             | Rainy Day Blues Red Light                               |
| SP-508 | 1946 | The Blues Man & Blues Band                          | Ice Cream Freezer Jumping at the Sunset                 |
| SP-509 | 1946 | The Blues Man & Blues Band                          | All Alone Blues Worryin’ Blues                          |
| SP-510 | 1947 | Roy Milton & his Solid Senders                      | True Blues Camille’s Boogie                             |
| SP-511 | 1947 | Roy Milton & his Solid Senders                      | Red Light It Should Never Have Been This Way            |
| SP-512 | 1947 | Joe Lutcher & his Society Cats                      | The Rocking Boogie Blues for Sale                       |
| SP-513 | 1947 | Roy Milton & his Solid Senders                      | Sunny Side of the Steet I’ll Always Be in Love with You |
| SP-514 | 1947 | Roy Milton & his Solid Senders                      | Blues in My Heart Groovin’ with Joe                     |
| SP-515 | 1947 | Roy Milton & his Solid Senders                      | Mr. Fine Rainy Day Confession Blues                     |
| SP-516 | 1947 | Roy Milton & his Solid Senders                      | Them There Eyes Little Boy Blue                         |
| SP-517 | 1947 | Roy Milton & his Solid Senders                      | Pack Your Sack, Jack When I Grow Too Old to Dream       |
| SP-518 | 1947 | Roy Milton & his Solid Senders                      | Big Fat Mama Thrill Me                                  |
| SP-519 | 1947 | Roy Milton & his Solid Senders                      | Roy Rides What’s the Use                                |
| SP-520 | 1947 | Jimmy Liggins & his Drops of Joy                    | I Can’t Stop It Troubles Goodbye                        |
| SP-521 | 1948 | Jimmy Liggins & his Drops of Joy                    | Cadillac Boogie Teardrop Blues                          |
| SP-522 | 1948 | Roy Milton & his Solid Senders                      | My Blue Heaven Keep a Dollar in Your Pocket             |
| SP-523 | 1948 | Jimmy Liggins & his Drops of Joy                    | Move Out Baby Rough Weather Blues                       |
| SP-524 | 1948 | Roy Milton & his Solid Senders                      | Train Blues I’ve Had My Moments                         |
| SP-525 | 1948 | Jimmy Liggins & his Drops of Joy                    | Move out Baby Rough Weather Blues                       |

### SP-526 bis SP-690 (1954–1960): Rhythm and Blues und Rock ’n’ Roll
| Nummer | Jahr | Künstler                                      | Songs                                                          |
| ------ | ---- | --------------------------------------------- | -------------------------------------------------------------- |
| SP-526 | 1954 | Roy Milton & his Solid Senders                | It’s Too Late Gonna Leave You Baby                             |
| SP-527 | 1954 | Guitar Slim                                   | Later for You Baby Troubles Don’t Last                         |
| SP-528 | 1954 | John Lee Hooker                               | Everybody’s Blues I’m Mad                                      |
| SP-529 | 1954 | Joe Liggins & the Honeydrippers               | Do You Love Me Pretty Baby Whiskey, Woman & Loaded Dice        |
| SP-530 | 1954 | Marvin & Johnny & the Marsmen                 | Day in Day Out Flip                                            |
| SP-531 | 1954 | Earl King                                     | No One but Me Eating and Sleeping                              |
| SP-532 | 1954 | Chuck Higgins                                 | Broke I’ll Be There                                            |
| SP-533 | 1954 | The Holidays                                  | Irene Aw Aw Baby                                               |
| SP-534 | 1954 | Alonzo Stewart                                | Love Me Baby Going Back Home                                   |
| SP-535 | 1954 | Lloyd Price                                   | Chee Koo Baby Oo Ee Baby                                       |
| SP-536 | 1954 | Guitar Slim                                   | Twenty Five Lies Sufferin’ Mind                                |
| SP-537 | 1954 | Percy Mayfield                                | You Were Lying to Me My Heart Is Crying                        |
| SP-538 | 1954 | Roy Milton & his Solid Senders                | How Can I Live Without You Tell It like It Is                  |
| SP-539 | 1954 | Chuck Higgins                                 | One More Time Dye Ooh Mambo                                    |
| SP-540 | 1955 | Lloyd Price                                   | Lord, Lord Amen Trying to Find Someone to Love                 |
| SP-541 | 1955 | Daddy Cleanhead                               | Let Me Come Back Home Something’s Going on in My Room          |
| SP-542 | 1955 | Guitar Slim                                   | Stand by Me Our Only Child                                     |
| SP-543 | 1955 | The Dukes                                     | Ooh Bop She Bop Oh Kay                                         |
| SP-544 | 1955 | Percy Mayfield                                | Baby You’re Rich The Voice Within                              |
| SP-545 | 1955 | Roy Milton & his Solid Senders                | What Can I Do Baby, Don’t Do That to Me                        |
| SP-546 | 1955 | Vicky Lee                                     | Tears Keep a Falling Going Back Home to Mom                    |
| SP-547 | 1955 | Sonny Knight                                  | Baby Don’t Want Me Keep a Walking                              |
| SP-548 | 1955 | The Twilighters                               | It’s True Wah Bop Sh Wah                                       |
| SP-549 | 1955 | J.J. Jones                                    | After Hours Mambo Night Train Mambo                            |
| SP-549 | 1955 | The Chimes                                    | The Chimes I’m Leaving You Baby                                |
| SP-550 | 1955 | Jesse Belvin                                  | Gone One Little Blessing                                       |
| SP-551 | 1955 | Guitar Slim                                   | I Got Sumpin’ for you You’re Gonna Miss Me                     |
| SP-552 | 1955 | Clifton Chenier                               | Boppin’ the Rock Ay Tete Fee                                   |
| SP-553 | 1955 | Lloyd Lambert                                 | King Cotton Heavy Sugar                                        |
| SP-554 | 1955 | Marvin & Johnny & the Marsmen Marvin Phillips | Ding Dong Baby Mamo Mamo                                       |
| SP-555 | 1955 | The Chimes                                    | Tears on My Pillow Zindy Lou                                   |
| SP-556 | 1955 | Clifton Chenier                               | Think It Over The Thing I Did for You                          |
| SP-557 | 1955 | Guitar Slim                                   | Think It Over Quicksand                                        |
| SP-558 | 1955 | Earl King                                     | Funny Face Sittin’ and Wonderin’                               |
| SP-559 | 1955 | Jesse Belvin                                  | Love Love of My Life Where’s My Girl                           |
| SP-560 | 1955 | Tony Allen & the Champs                       | Nite Owl I                                                     |
| SP-561 | 1955 | Little Richard & his Band                     | Tutti Frutti I’m Just a Lonely Guy                             |
| SP-562 | 1955 | Alberta Hall                                  | Let Me Dream Oh How I Need Your Love                           |
| SP-563 | 1955 | Ernest Kador                                  | Eternity Do Baby Do                                            |
| SP-564 | 1955 | Big Boy Myles & the Shaw-Wees                 | Who’s Been Foolin’ You That’s the Girl I Married               |
| SP-565 | 1955 | Li’l Millet & the Creoles                     | Hopeless Love Rich Woman                                       |
| SP-566 | 1956 | Byron „Slick“ Gibson                          | Honey How The One I Love                                       |
| SP-567 | 1956 | Lloyd Lambert                                 | Whistling Joe Hop ’n’ Jump                                     |
| SP-568 | 1956 | Clifton Chenier                               | The Cats Dreaming Squeeze Box Boogie                           |
| SP-569 | 1956 | Guitar Slim                                   | Something to Remember You By You Give Me Nothing but the Blues |
| SP-570 | 1956 | Tony Allen & the Champs                       | Check Yourself Especially                                      |
| SP-571 | 1956 | Lloyd Price                                   | I Yi Yi Gomen A Sai Woe Ho Ho                                  |
| SP-572 | 1956 | Little Richard                                | Long Tall Sally Slippin’ and Slidin’                           |
| SP-573 | 1956 | Arthur Lee Maye & the Crowns                  | Oh Rooba Lee Gloria                                            |
| SP-574 | 1956 | The Chimes                                    | Chop Chop Pretty Little Girl                                   |
| SP-575 | 1956 | Wynona Carr and the Bumps Blackwell Band      | Nursey Rhyme Rock Please Mr. Jailer                            |
| SP-576 | 1956 | Bob Lenarde                                   | Cherokee Dance Unitar Rock                                     |
| SP-577 | 1956 | Benn Zeppa & the Zephyrs                      | Baby I Need You A Foolish Fool                                 |
| SP-578 | 1956 | Lloyd Price                                   | Country Boy Rock Rock ’n’ Roll Dance                           |
| SP-579 | 1956 | Little Richard & his Band                     | Rip It Up Ready Teddy                                          |
| SP-580 | 1956 | Wynona Carr                                   | Hurt Me Jump Jack, Jump                                        |
| SP-581 | 1956 | Vernon Green & the Phantoms                   | Sweet Breeze The Old Willow Tree                               |
| SP-582 | 1956 | Lloyd Price                                   | Forgive Me, Clawdy I’m Glad, Glad                              |
| SP-583 | 1956 | Roy Montrell                                  | That Mellow Saxophone Ooo Wow                                  |
| SP-584 | 1956 | Little Richard & his Band                     | Heeby-Jeebies She’s Got It                                     |
| SP-585 | 1956 | Edgar Blanchard and his Band                  | Mr. Bumps Ricki-Ticki-Too                                      |
| SP-586 | 1956 | Edgar Blanchard                               | Stepping High Sweet Sue                                        |
| SP-587 | 1956 | Byron „Slick“ Gibson                          | Footloose and Fancy Etta Mae                                   |
| SP-588 | 1956 | David Ford & the Ebbtides                     | The Sound of Your Voice My Confession                          |
| SP-589 | 1956 | Wynona Carr                                   | Should I Ever Love Again Till the Well Runs Dry                |
| SP-590 | 1956 | Big Boy Myles                                 | Hickory Dickory Dock Just to Hold My Hand                      |
| SP-591 | 1956 | Little Richard & his Band                     | All Around the World The Girl Can’t Help It                    |
| SP-592 | 1957 | Art Neville Band                              | Oooh Wee Baby The Wittenpoof Song                              |
| SP-593 | 1957 | The Harper-Brinson Band                       | Harper’s Express Harper’s Return                               |
| SP-594 | 1957 | Sonny Knight                                  | My Baby Don’t Want Me Keep a Walking                           |
| SP-595 | 1957 | The Monitors                                  | I’ve Got a Dream Our Schooldays                                |
| SP-596 | 1957 | Dale Cook                                     | Loveable Forever                                               |
| SP-597 | 1957 | Larry Williams                                | Just Because Let Me Tell You Baby                              |
| SP-598 | 1957 | Little Richard & his Band                     | Send Me Some Lovin’ Lucille                                    |
| SP-599 | 1957 | Don & Dewey                                   | Jungle Hop A Little Love                                       |
| SP-600 | 1957 | Wynona Carr and the Bumps Blackwell Band      | What Do You Know About Love Heartbreak Melody                  |
| SP-601 | 1957 | The Echoes                                    | Over the Rainbow Someone                                       |
| SP-602 | 1957 | Lloyd Price                                   | Baby Please Come Home Breaking My Heart                        |
| SP-603 | 1957 | Bobby Mandolph                                | Little Sally Walker Malinda                                    |
| SP-604 | 1957 | Eugene Church                                 | How Long Open up Your Heart                                    |
| SP-605 | 1957 | Clydie King                                   | Our Romance Writing on the Wall                                |
| SP-606 | 1957 | Little Richard & his Band                     | Jenny Jenny Miss Ann                                           |
| SP-607 | 1957 | Percy Mayfield                                | Diggin’ the Moonglow Please Believe Me                         |
| SP-608 | 1957 | Larry Williams                                | Short Fat Fannie High School Dance                             |
| SP-609 | 1957 | Gerald Wiggins                                | Trio la Caquette Way out Week                                  |
| SP-610 | 1957 | Don & Dewey                                   | Leavin’ It All up to You Jelly Bean                            |
| SP-611 | 1957 | Little Richard & his Band                     | Keep a Knockin’ Can’t Believe You Wanna Leave                  |
| SP-612 | 1957 | Hal Hidey                                     | Shoo Fly Pie Yellow Rose of Texas                              |
| SP-613 | 1957 | Gene & Wendell                                | Lula Baby In My Dreamland                                      |
| SP-614 | 1957 | The Titans                                    | Sweet Peach Free and Easy                                      |
| SP-615 | 1957 | Larry Williams                                | You Bug Me Baby Boney Moronie                                  |
| SP-616 | 1957 | Ben Hughes                                    | I Need Someone to Love You Never Care                          |
| SP-617 | 1957 | Don & Dewey & the Titans                      | Just a Little Loving When the Sun Begun to Shine               |
| SP-618 | 1957 | Rene Hall & Willie Joe                        | Flippin’ Twitchy                                               |
| SP-619 | 1957 | Sam Cooke                                     | Forever I’ll Come Running back to You                          |
| SP-620 | 1957 | Troy Cory                                     | I’ve Just Lost a Ball in High Weeds Yawning                    |
| SP-621 | 1957 | Sonny Lowery                                  | Do You Promise Thank You for Your Kisses                       |
| SP-622 | 1958 | The Monitors                                  | Rock ’n’ Roll Forever Closer to Heaven                         |
| SP-623 | 1958 | Roddy Jackson                                 | Love at First Sight I’ve Got My Sight on Someone New           |
| SP-624 | 1958 | Little Richard & his Band                     | Good Golly Miss Molly Hey-Hey-Hey-Hey                          |
| SP-625 | 1958 | The Titans                                    | Don’t You Just Know It Can It Be                               |
| SP-626 | 1958 | Larry Williams                                | Dizzy Miss Lizzy Slow Down                                     |
| SP-627 | 1958 | Sam Cooke                                     | I Don’t Want to Cry That’s All I Need to Know                  |
| SP-628 | 1958 | Wynona Carr                                   | The Things You Used to Do Touch and Go                         |
| SP-629 | 1958 | Rene Hall                                     | Thunderbird When the Saints Go Marchin’ In                     |
| SP-630 | 1958 | Ben Hughes                                    | Come On Sack                                                   |
| SP-631 | 1958 | Don & Dewey                                   | Bim Bam Justine                                                |
| SP-632 | 1958 | The Titans                                    | Arlene Love Is a Wonderful Thing                               |
| SP-633 | 1958 | Little Richard & his Band                     | Ooh My Soul True Fine Mama                                     |
| SP-634 | 1958 | Larry Williams                                | Hootchy Koo The Dummy                                          |
| SP-635 | 1958 | Jerry Byrne                                   | Lights Out Honey Baby                                          |
| SP-636 | 1958 | The Monitors                                  | Hop Scoth Mama Linda                                           |
| SP-637 | 1958 | Art Neville                                   | Zing Zang Cha Dooky Doo                                        |
| SP-638 | 1958 | Katie Lee                                     | Pinch Me Delilah’s Gone                                        |
| SP-639 | 1958 | Don & Dewey                                   | The Letter Koko Joe                                            |
| SP-640 | 1958 | Johnny Flamingo                               | Paradise Hill Will She Think of Me                             |
| SP-641 | 1958 | Rene Hall                                     | Cleo Frankie and Johnny                                        |
| SP-642 | 1958 | Clydie King                                   | I’m Invited to Your Party Young Foolish Love                   |
| SP-643 | 1958 | The Four Closures                             | Maybe Rock and Soul                                            |
| SP-644 | 1958 | The Pentagons                                 | It’s Spring Again Silly Dilly                                  |
| SP-645 | 1958 | Little Richard & his Band                     | Baby Face I’ll Never Let You Go                                |
| SP-646 | 1958 | Troy Cory                                     | Down on the Beach Just One More Chance                         |
| SP-647 | 1958 | Larry Williams                                | I Was a Fool Peaches and Cream                                 |
| SP-648 | 1958 | Sonny Lowery                                  | There’s a Father Above Goodbye Baby, Goodbye                   |
| SP-649 | 1958 | Roddy Jackson                                 | Hiccups There’s a Moose on the Loose                           |
| SP-650 | 1958 | Wynona Carr                                   | If I Pray I’m Mad at You                                       |
| SP-651 | 1958 | Jerry Byrne                                   | Why Did You Ever Said Goodbye You Know I Love You So           |
| SP-652 | 1958 | Little Richard & his Band                     | She Knows How to Rock Early One Morning                        |
| SP-653 | 1958 | The Stewart Sisters                           | Movie Magazine The Witness                                     |
| SP-654 | 1958 | Deuces Wild                                   | I’m in a Whirl Meaning of Love                                 |
| SP-655 | 1959 | Johnny Fuller                                 | Haunted House The Mighty Hand                                  |
| SP-656 | 1959 | Art Neville                                   | Arabian Love Call What’s Going On                              |
| SP-657 | 1959 | The Crystals                                  | In the Deep Love You So                                        |
| SP-658 | 1959 | Larry Williams                                | She Said Yeah Bad Boy                                          |
| SP-659 | 1959 | Don & Dewey                                   | Farmer John Big Boy Pete                                       |
| SP-660 | 1959 | Little Richard & his Band                     | By the Light of the Silvery Moon Wonderin’                     |
| SP-661 | 1959 | Lloyd Price                                   | Lawdy Miss Clawdy Mailman Blues                                |
| SP-662 | 1959 | Jerry Byrne                                   | Carry On It’s Raining                                          |
| SP-663 | 1959 | Johnny Stone                                  | By Sure Mirror, Mirror                                         |
| SP-664 | 1959 | Little Richard & his Band                     | Kansas City Lonesome And Blues                                 |
| SP-665 | 1959 | Larry Williams                                | Steal a Little Kiss I Can’t Stop Loving You                    |
| SP-666 | 1959 | Roddy Jackson                                 | Any Old Town Gloria                                            |
| SP-667 | 1959 | Sam Cooke                                     | I Need You Now Happy in Love                                   |
| SP-668 | 1959 | The Stewart Sisters                           | Come Down Shine on Me, Moonbeam                                |
| SP-669 | 1959 | Buddy Ace                                     | Oh Why Someone                                                 |
| SP-670 | 1959 | Little Richard                                | Shake a Hand All Night Long                                    |
| SP-671 | 1959 | Johnny Fuller                                 | Swinging at the Creek Many Rivers, Many Seas                   |
| SP-672 | 1959 | Don Christy                                   | Wearing Black One Little Answer                                |
| SP-673 | 1959 | Katie Lee                                     | Baby, Did You Hear Hold Me Tight                               |
| SP-674 | 1959 | Ed Great Gates                                | Everybody’s Happy There Goes My Love                           |
| SP-675 | 1959 | The Five Knights                              | Miracle Yo Te Amo                                              |
| SP-676 | 1959 | Johnny Two-Voice                              | You And Your Loving Ways Comin’ ’Round the Mountain            |
| SP-677 | 1959 | Larry Williams                                | Give Me Love Teardrops                                         |
| SP-678 | 1959 | Wynona Carr                                   | Give Me Your Hand to Hold How Many Times                       |
| SP-679 | 1959 | The Stewart Sisters                           | Sound of Love Love Was Born                                    |
| SP-680 | 1959 | Little Richard & his Band                     | Maybe I’m Right Whole Lotta Shakin’ Goin’ On                   |
| SP-681 | 1959 | Little Richard & his Band                     | I Got It Baby                                                  |
| SP-682 | 1959 | Larry Williams                                | Ting a Ling Little Schoolgirl                                  |
| SP-683 | 1959 | Wynona Carr                                   | Old Fashioned Love Somebody, Somewhere, Somehow                |
| SP-684 | 1959 | Angel Face                                    | I Know You’re My All and All                                   |
| SP-685 | 1959 | Johnny Two-Voice                              | Superman You Done Wrong                                        |
| SP-686 | 1959 | Little Richard & his Band                     | The Most I Can Offer Directly from My Heart                    |
| SP-687 | 1960 | Martin & Orchestra                            | One O’Clock Jump String of Pearls                              |
| SP-688 | 1960 | Neal Johnson                                  | Just Got to Make It True to You, Baby                          |
| SP-689 | 1960 | Lois & Louis                                  | Pow Pow Baby Please Don’t Go                                   |
| SP-690 | 1960 | Percy Mayfield                                | When Did You Leave Heaven What Must I Do                       |

### SP-691 bis SP-693 (1964): Rock ’n’ Roll
| Nummer | Jahr | Künstler       | Songs                           |
| ------ | ---- | -------------- | ------------------------------- |
| SP-691 | 1964 | Don & Dewey    | Annie Lee Get Your Hat          |
| SP-692 | 1964 | Little Richard | Bama Lama Bama Loo Annie’s Back |
| SP-693 | 1964 | Jackie Day     | Free at Last What’s the Cost    |

### SP-694 bis SP-700 (1970–1972): Aus den Archiven
| Nummer | Jahr | Künstler                   | Songs                              |
| ------ | ---- | -------------------------- | ---------------------------------- |
| SP-694 | 1970 | The Millionaires           | Coffee & Donuts And the Rains Came |
| SP-695 | 1970 | Teddy Reynolds             | Ain’t That Soul 3 or 4 Puppies     |
| SP-696 | 1970 | Frankie „Zeke“ Hart        | I Am the Red Devil The Devils High |
| SP-697 | 1970 | Little Richard             | Bama Lama Bama Loo Keep A Knocking |
| SP-698 | 1971 | The Brown Brothers of Soul | Cholo Poquito Soul                 |
| SP-699 | 1972 | Little Richard             | Poor Boy Paul Wondering            |
| SP-700 | 1972 | James Cooper               | In Your Eyes Quicksand             |

### SP-701 bis SP-718 (1949–1953): Country & Western
| Nummer | Jahr | Künstler                              | Songs                                                                |
| ------ | ---- | ------------------------------------- | -------------------------------------------------------------------- |
| SP-701 | 1949 | Earl Nunn & his Alabama Ramblers      | I’ve Loved You Too Long to Forget You Double Talkin’ Woman           |
| SP-702 | 1949 | Johnny Crockett & his Blue Ridge Pals | Just a Minute Smokey Mountain Polka                                  |
| SP-703 | 1949 | Bruce Trent & his Western Tunsters    | Alimony River Blues                                                  |
| SP-704 | 1949 | Billy Lee with the Alabama Ramblers   | Package of Lies Tied in Blue I Don’t Know Why I Love You             |
| SP-705 | 1952 | Claude King & his Hillbilly Ramblers  | She Knows Why She’s My Baby                                          |
| SP-706 | 1952 | Shot Jackson & his String Band        | I’m Trading You In on a Later Model If the Truth Was Known           |
| SP-707 | 1952 | Leo Stancil                           | Why Don’t You Quit Hangin’ Around I’ve Built a Fence Around My Heart |
| SP-708 | 1952 | Claude King & his Hillbilly Ramblers  | Take It Like a Man So Close to Me                                    |
| SP-709 | 1952 | Biff Collie                           | Don’t Talk About Love Everybody Wants Me But You                     |
| SP-710 | 1952 | Shot Jackson & his String Band        | You Can’t Get the Country out of the Boy Grandad, He’s Not Old       |
| SP-711 | 1953 | Claude King & his Hillbilly Ramblers  | Got the World by the Tail Slow Thinking Man                          |
| SP-712 | 1953 | Jerry Green                           | Naggin’ Woman and Braggin’ Men I’ll Find a Way                       |
| SP-713 | 1953 | Johnny Tyler                          | Take Your Blues and Go A Sinner’s Song                               |
| SP-714 | 1953 | Jerry Green                           | Are You Goin’ My Way Maybe Someone Else                              |
| SP-715 | 1953 | Smokey Stover                         | What a Shame Because I Loved Her So                                  |
| SP-716 | 1953 | Claude King & his Hillbilly Ramblers  | I Think of You and Me Now That I Love You                            |
| SP-717 | 1953 | Johnny Tyler                          | Hillbilly Preacher I’m Grateful to You                               |
| SP-718 | 1953 | Earney Vandagriff & Joyce Lowrance    | Wishing Hush Money                                                   |

### SP-719 bis SP-733 (1972–1973): Aus den Archiven
| Nummer | Jahr | Künstler                       | Songs                                           |
| ------ | ---- | ------------------------------ | ----------------------------------------------- |
| SP-719 | 1972 | The Millionaires               | It Ain’t No Achievement Love Is Strange         |
| SP-720 | 1972 | Edard Nelson                   | Pale Blues Free, Free, Free                     |
| SP-721 | 1972 | Roy Milton & his Solid Senders | R.M. Blues Best Wishes                          |
| SP-722 | 1972 | The Kingdom                    | Seven Fathoms Deep I Never Was to See Him Again |
| SP-723 | 1972 | Percy Mayfield                 | The Rivers Invitation Lost Mind                 |
| SP-724 | 1972 | Tommy Bush                     | Daddy’s Home Stop and Think                     |
| SP-725 | 1973 | Paul Stoop                     | Daydream French Indian Hills                    |
| SP-726 | 1973 | Dennie King                    | Go Down Moses Bessie Mae                        |
| SP-727 | 1973 | King Carter                    | A Little Taste of Love Love Train               |
| SP-728 | 1973 | James Cooper                   | Miss Lucy Highway 280                           |
| SP-729 | 1973 | Paul Stoop                     | Fools It’s About Time                           |
| SP-730 | 1973 | Tommy Bush                     | Just to Be There Put Our Get Together           |
| SP-731 | 1973 | Sims Twins                     | Make It on Up Something Hanging on Your Mind    |
| SP-732 | 1973 | Maureen Bailey                 | I’m More Than Thanksful Love Will Abound        |
| SP-733 | 1973 | Sonny Bono & Little Tootsie    | One Little Answer Comin’ down the Chimney       |

### SP-734 bis SP-751 (1983–1985): Aus den Archiven
| Nummer | Jahr | Künstler           | Songs                                                      |
| ------ | ---- | ------------------ | ---------------------------------------------------------- |
| SP-734 | 1983 | Little Richard     | Chicken Little Baby Oh Why?                                |
| SP-735 | 1983 | Jerry Byrne        | My Little Girl I Can’t Say No                              |
| SP-736 | 1983 | Little Richard     | All Around the World Heeby-Jeebies-Love                    |
| SP-737 | 1985 | Sam Cooke          | You Send Me Wonderful World                                |
| SP-738 | 1985 | Sam Cooke          | (I Love You) For Sentimental Reasons You Were Made For Me  |
| SP-739 | 1985 | Lloyd Price        | Stagger Lee Personality                                    |
| SP-740 | 1985 | Lloyd Price        | Where Were You (On Our Wedding Day) Why                    |
| SP-741 | 1985 | Little Richard     | Lucille (Remix) Heeby-Jeebies-Love (Remix)                 |
| SP-742 | 1985 | Hollywood Flames   | Buzz Buzz Buzz Crazy                                       |
| SP-743 | 1985 | Hollywood Flames   | Just for You I’ll Be Seeing You                            |
| SP-744 | 1985 | Larry Williams     | Rockin’ Pneumonia & the Boogie Woogie Flu Hey Now, Hey Now |
| SP-745 | 1985 | Art Neville        | That Old Time Rock ’n’ Roll Let’s Rock                     |
| SP-746 | 1985 | Lloyd Price        | Operator Heavy Dreams                                      |
| SP-747 | 1985 | Professor Longhair | Look What You’re Doing to Me Misery                        |
| SP-748 | 1985 | Professor Longhair | Baby Let Me Hold Your Hand Look-A No Hair                  |
| SP-749 | 1985 | Professor Longhair | Cry Pretty Baby No Buts, No Maybes                         |
| SP-750 | 1985 | The Chimes         | Ring Out The Chimes                                        |
| SP-751 | 1985 | The Selections     | Soft and Sweet Guardian Angel                              |

### SP-752 bis SP-799: unvergeben
| Nummer | Jahr | Künstler | Songs |
| ------ | ---- | -------- | ----- |
| –      | –    | –        | –     |

### SP-800 bis SP-919 (1951–1959): Gospel
| Nummer | Jahr | Künstler                                          | Songs                                                                            |
| ------ | ---- | ------------------------------------------------- | -------------------------------------------------------------------------------- |
| SP-800 | 1951 | The Pilgrim Travelers                             | Peace of Mind Jesus Is the First Line of Defense                                 |
| SP-801 | 1951 | Reverend Rimson                                   | Believe on Me Living Waters                                                      |
| SP-802 | 1951 | The Soul Stirrers                                 | Peace in the Valley Jesus Gave Me Water                                          |
| SP-803 | 1951 | Brother Joe May                                   | I Thank the Lord Your Sins Will Find You Out                                     |
| SP-804 | 1951 | Prof. J. Earl Hines and His Goodwill Singers      | The Old Ship of Zion The Day Will Surely Come                                    |
| SP-805 | 1951 | Rev. Rimson & His Congregation                    | Jonah (Song) Jonah (Sermon)                                                      |
| SP-806 | 1951 | Brother Joe May                                   | Christ Is All Doctor Jesus                                                       |
| SP-807 | 1951 | The Pilgrim Travelers                             | Jesus I’m Thankful Who Am I?                                                     |
| SP-808 | 1951 | Sallie Martin Singers                             | Throw Out the Life Line Eyes Hath Not Seen                                       |
| SP-809 | 1951 | The Detroiters                                    | Let Jesus Lead You Mother, Don’t Cry About Your Child                            |
| SP-810 | 1951 | Prof. J. Earl Hines and His Goodwill Singers      | Come Ye Disconsolate Wait Till My Change Comes                                   |
| SP-811 | 1951 | The Original Gospel Harmonettes                   | I’m Sealed Just to Behold His Face                                               |
| SP-812 | 1951 | The Pilgrim Travelers                             | Angels Tell Mother I’ll Trust His Hand                                           |
| SP-813 | 1951 | The Soul Stirrers                                 | Come, Let’s Go back to God Joy, Joy to My Soul                                   |
| SP-814 | 1951 | Sister Cora Martin                                | On the Other Side Lord I Need You Everyday of My Life                            |
| SP-815 | 1951 | Brother Joe May                                   | In That Day Precious Lord                                                        |
| SP-816 | 1952 | Brother Joe May                                   | Get Away Jordan (I Want to Cross Over) These Are They                            |
| SP-817 | 1952 | The Pilgrim Travelers                             | Lord, Hold My Hand Never Knew Joy Before                                         |
| SP-818 | 1952 | The Pilgrim Travelers                             | Long Ago Please Watch over Me                                                    |
| SP-819 | 1952 | The Pilgrim Travelers                             | Leading Me When I Join the Jubilee                                               |
| SP-820 | 1952 | The Pilgrim Travelers                             | Deliver Me from Evil King Jesus Will Rule All Burdens Away                       |
| SP-821 | 1952 | The Soul Stirrers                                 | I’m Gonna Build Right on That Shore Until Jesus Calls Me Home                    |
| SP-822 | 1952 | Detroiters                                        | I Trust in Jesus Ride On King Jesus                                              |
| SP-823 | 1952 | The Sallie Martin Singers                         | Until We Meet Again He’s Able to Carry You Through                               |
| SP-824 | 1952 | The Soul Stirrers                                 | How Far Am I From Canaan It Won’t Be Very Long                                   |
| SP-825 | 1952 | The Pilgrim Travelers                             | How about You? Leaning on the Everlasting Arm                                    |
| SP-826 | 1952 | Sister Wynona Carr                                | Conversation with Jesus Did He Die in Vain?                                      |
| SP-827 | 1952 | The Detroiters                                    | Old Time Religion Mother, I Need Your Prayer                                     |
| SP-828 | 1952 | The Original Gospel Harmonettes                   | When I Reach My Heavenly Home on High I’m Going to Die with the Staff in My Hand |
| SP-829 | 1952 | The Swan Silvertones                              | Jesus Changed This Heart of Mine The Day Will Surely Come                        |
| SP-830 | 1952 | Brother Joe May                                   | I’m Going Through Mercy, Oh Lord                                                 |
| SP-831 | 1952 | The Pilgrim Travelers                             | Blessed Be the Name Lord, Help Me Carry On                                       |
| SP-832 | 1952 | The Sallie Martin Singers with Brother Joe May    | I’m Bound for the Promised Land Hold to God’s Unchanging Hand                    |
| SP-833 | 1952 | The Original Gospel Harmonettes                   | One Morning Soon Every Day Will Be Sunday                                        |
| SP-834 | 1952 | Sister Wynona Carr                                | A Letter to Heaven In a Little While                                             |
| SP-835 | 1952 | The Soul Stirrers                                 | Just Another Day Let Me Go Home                                                  |
| SP-836 | 1952 | The Swan Silvertone Singers                       | My Rock Oh, How I Love Jesus                                                     |
| SP-837 | 1952 | Pilgrim Travelers                                 | Move up to Heaven I’ll Be Home for Christmas                                     |
| SP-838 | 1953 | The Chosen Gospel Singers                         | One-Two-Three Before This Time Another Year                                      |
| SP-839 | 1953 | The Original Gospel Harmonettes                   | He’s Right on Time I Shall Know Him                                              |
| SP-840 | 1953 | Robert Anderson and His Gospel Singers            | Let God Abide Something Within Me                                                |
| SP-841 | 1953 | Brother Joe May with the Sally Martin Singers     | It’s a Long Long Way Working on the Building                                     |
| SP-842 | 1953 | Original Five Blind Boys of Alabama               | When I Lost My Mother Oh Lord – Stand By Me                                      |
| SP-843 | 1953 | The Pilgrim Travelers                             | A Hard Road to Travel My Old Home                                                |
| SP-844 | 1953 | Swan’s Silvertone Singers                         | He Won’t Deny Me Man in Jerusalem                                                |
| SP-845 | 1953 | The Soul Stirrers                                 | Jesus Paid the Debt Blessed Be the Name of the Lord                              |
| SP-846 | 1953 | The Original Gospel Harmonettes                   | Where Shall I Be? The Railroad                                                   |
| SP-847 | 1953 | The Pilgrim Travelers                             | Gonna Walk Right Out Amazing Grace                                               |
| SP-848 | 1953 | Brother Joe May                                   | Thank You Lord for One More Day The Old Ship of Zion                             |
| SP-849 | 1953 | Chosen Gospel Singers                             | The Lord Will Make a Way Somehow It’s Getting Late In The Evening                |
| SP-850 | 1953 | Original Five Blind Boys of Alabama               | Precious Lord I’ll Fly Away                                                      |
| SP-851 | 1953 | The Soul Stirrers                                 | He’ll Welcome Me (To My Home) End of My Journey                                  |
| SP-852 | 1953 | Professor Alex Bradford                           | Too Close to Heaven I Don’t Care What the World May Do                           |
| SP-853 | 1953 | Swan Silvertones                                  | Trouble in My Way I’m Coming Home                                                |
| SP-854 | 1953 | The Pilgrim Travelers                             | I’ve Got a New Home Go Ahead                                                     |
| SP-855 | 1953 | Sister Wynona Carr                                | The Ball Game I Know by Faith                                                    |
| SP-856 | 1954 | The Pilgrim Travelers                             | Silent Night I’ll Be Home for Christmas                                          |
| SP-857 | 1954 | Happyland Singers                                 | Does Jesus Care? Marching up to Zion                                             |
| SP-858 | 1954 | Professor Alex Bradford                           | Lord! Lord! Lord! He Lifted Me                                                   |
| SP-859 | 1954 | The Soul Stirrers                                 | He’s My Friend Until the End Come and Go to That Land                            |
| SP-860 | 1954 | Brother Joe May                                   | Lead Me! Guide Me! Just Call His Name                                            |
| SP-861 | 1954 | Original Gospel Harmonettes                       | Who Art Thou No Hiding Place                                                     |
| SP-862 | 1954 | The Pilgrim Travelers                             | Shake My Mother’s Hand In My Heart                                               |
| SP-863 | 1954 | Swan's Silvertone Singers                         | Jesus Is a Friend How I Got Over                                                 |
| SP-864 | 1954 | The Chosen Gospel Singers                         | I’m Goin’ back with Him No Room in the Hotel                                     |
| SP-865 | 1954 | Prof. Alex Bradford and the Bradford Specials     | Just the Name Jesus I Won’t Sell Out                                             |
| SP-866 | 1954 | Meditation Singers                                | I’m Determined to Run This Race Promise to Met Me There                          |
| SP-867 | 1954 | Brother Joe May & The Pilgrim Travelers           | Old Time Religion I’m Happy Working for the Lord                                 |
| SP-868 | 1954 | The Soul Stirrers                                 | Jesus, I’ll Never Forget Any Day Now                                             |
| SP-869 | 1954 | The Original Gospel Harmonettes                   | Wade in the Water Waiting for Me                                                 |
| SP-870 | 1954 | Happyland Singers                                 | Alone and Motherless Since I Met Jesus                                           |
| SP-871 | 1954 | Professor Alex Bradford                           | Right Now I Feel the Spirit                                                      |
| SP-872 | 1954 | The Pilgrim Travelers                             | Look down That Lonesome Road It Is No Secret                                     |
| SP-873 | 1954 | Brother Joe May                                   | Lead Me Holy Father He’ll Understand and Say Well Done                           |
| SP-874 | 1954 | Original Gospel Harmony Quartet                   | You Must Be Born Again He’s Calling Me                                           |
| SP-875 | 1954 | The Pilgrim Travelers                             | Weary Travelers Look to the Hills                                                |
| SP-876 | 1955 | Five Blind Boys of Alabama                        | God’s Promise There Is a Fountain                                                |
| SP-877 | 1955 | The Pilgrim Travelers                             | Did You Stop to Pray This Morning Straight Street                                |
| SP-878 | 1955 | The Soul Stirrers                                 | Nearer to Thee Be with Me Jesus                                                  |
| SP-879 | 1955 | Prof. Alex Bradford & Bradford Specials           | He’ll Wash You Whiter Than Snow Oh Lord, Save Me                                 |
| SP-880 | 1955 | Brother Joe May & The Pilgrim Travelers           | It Don’t Cost Very Much Speak! Lord, Jesus!                                      |
| SP-881 | 1955 | The Original Gospel Harmonettes                   | Jesus Laid His Hand on Me I’ll Be with Thee                                      |
| SP-882 | 1955 | The Soul Stirrers                                 | One More River I’m So Glad                                                       |
| SP-883 | 1955 | The Chosen Gospel Singers                         | Before This Time Another Year One-Two-Three                                      |
| SP-884 | 1955 | Brother Joe May                                   | Sell Out Jesus Knows                                                             |
| SP-885 | 1955 | The Chosen Gospel Singers                         | Stay with Me Jesus Prayer for the Doomed                                         |
| SP-886 | 1955 | Prof. Alex Bradford & Bradford Specials           | Holy Ghost Life’s Candlelight                                                    |
| SP-887 | 1956 | The Original Gospel Harmonettes                   | You Better Run I Wouldn’t Mind Dying                                             |
| SP-888 | 1956 | Brother Joe May Annette May                       | Going Home Consider Me                                                           |
| SP-889 | 1956 | The Pilgrim Travelers                             | How Jesus Dies Close to Thee                                                     |
| SP-890 | 1956 | Bessie Griffin                                    | Blessed Mother More Like Jesus                                                   |
| SP-891 | 1956 | Happyland Singers                                 | Here Am I I Cried                                                                |
| SP-892 | 1956 | The Soul Stirrers                                 | Wonderful Farther Along                                                          |
| SP-893 | 1956 | Prof. Alex Bradford & Bradford Specials           | Somebody Touched Me If Mother Knew                                               |
| SP-894 | 1956 | Five Blind Boys of Alabama                        | Living for My Jesus Swinging on the Golden Gate                                  |
| SP-895 | 1956 | Brother Joe May & Annette May                     | Grow Closer Vacation in Heaven                                                   |
| SP-896 | 1956 | The Soul Stirrers                                 | Touch the Hem of His Garment Jesus, Wash Away My Troubles                        |
| SP-897 | 1956 | The Original Gospel Harmonettes                   | Lord, Don’t Forget about Me 99 1/2                                               |
| SP-898 | 1956 | Professor Alex Bradford and the Bradford Specials | Without a God I Dare You                                                         |
| SP-899 | 1956 | The Pilgrim Travelers                             | Bless Us Today Hold On                                                           |
| SP-900 | 1956 | Bessie Griffin & Consolators                      | Whoseoever Will More Like Jesus                                                  |
| SP-901 | 1956 | The Happyland Singers                             | I’m Going Through Broken Heart of Mine                                           |
| SP-902 | 1957 | The Soul Stirrers                                 | In a Few More Days Pilgrim of Sorrow                                             |
| SP-903 | 1957 | The Happyland Singers                             | When Death Comes Heaven on My Mind                                               |
| SP-904 | 1957 | Original Gospel Harmonettes                       | That’s Enough Am I a Soldier                                                     |
| SP-905 | 1957 | Alex Bradford                                     | I Can’t Tarry Steal Away                                                         |
| SP-906 | 1957 | Happyland Singers                                 | I’ve Been Born Again Goodbye Mother                                              |
| SP-907 | 1958 | The Soul Stirrers                                 | Sinner, Run to Jesus Were You There                                              |
| SP-908 | 1958 | Johnnie Taylor & The Soul Stirrers                | Out on a Hill Love of God                                                        |
| SP-909 | 1958 | Professor Alex Bradford                           | It All Belongs to Him What Did John Do                                           |
| SP-910 | 1958 | Alex Bradford                                     | I’ve Got a Job He’s Everything to Me                                             |
| SP-911 | 1959 | The Soul Stirrers                                 | Loved Ones Are Waiting Until Then                                                |
| SP-912 | 1959 | The Argo Singers                                  | Bring Back Those Days What Did He Say                                            |
| SP-913 | 1959 | Princess Stewart                                  | Tired, Lord I’m a Child of the King                                              |
| SP-914 | 1959 | Sacred Hearts                                     | Jesus Has a Blessing Oh! I Know My Savior Lives                                  |
| SP-915 | 1959 | Alex Bradford & Bessie Griffin                    | All of My Burdens What Makes a Man Turn His back on God                          |
| SP-916 | 1959 | Alex Bradford with the Men of Song                | The Man Is Wonderful God Searched the World                                      |
| SP-917 | 1959 | Alex Bradford                                     | What Folks Say About Me The Lifeboat                                             |
| SP-918 | 1959 | The Soul Stirrers                                 | The Lord Has Laid His Hands on Me When the Gates Swing Open                      |
| SP-919 | 1959 | Meditation Singers                                | My Soul Looks Back and Wonders Ain’t That Good News                              |

### SP-920 bis SP-934 (1971–1973): Gospel
| Nummer | Jahr | Künstler                                                | Songs                                                    |
| ------ | ---- | ------------------------------------------------------- | -------------------------------------------------------- |
| SP-920 | 1971 | The Pilgrim Travelers                                   | Mother Bowed A Soldier’s Plea                            |
| SP-921 | 1971 | Sam Cooke with The Soul Stirrers                        | Must Jesus Bear the Cross Alone The Last Mile of the Way |
| SP-922 | 1971 | The Swan Silvertones                                    | I’m A-Rollin’ Love Lifted Me                             |
| SP-923 | 1971 | Original Five Blind Boys of Alabama                     | This May Be the Last Time Our Fathers Playing Ground     |
| SP-924 | 1971 | The New Testament                                       | Let’s Talk About God Since You Came into My Life         |
| SP-925 | 1971 | Dorothy Love Coates and The Original Gospel Harmonettes | Why Not? Jesus Knows It All                              |
| SP-926 | 1971 | Alex Bradford                                           | This Must Be the Last Time The Bells Keep On Ringing     |
| SP-927 | 1971 | Original Five Blind Boys of Alabama                     | Fix It Jesus Servant’s Prayer Amen                       |
| SP-928 | 1972 | Sam Cooke with The Soul Stirrers                        | Just Another Day Christ Is All                           |
| SP-929 | 1972 | The Pilgrim Travelers                                   | Your Mother Is Your Friend After While                   |
| SP-930 | 1972 | Sam Cooke with The Soul Stirrers                        | That’s Heaven to Me Lord, Remember Me                    |
| SP-931 | 1972 | The Swan Silvertones                                    | This Little Light of Mine Keep My Heart                  |
| SP-932 | 1972 | The Soul Stirrers                                       | Going back to the Lord Again Free at Last                |
| SP-933 | 1972 | Melody Kings                                            | How Sweet It Is To Be Saved He’s Alright                 |
| SP-934 | 1972 | Pilgrim Travelers                                       | Silent Night I’ll Be Home for Christmas                  |

## EPs
Die sechs Extended Plays von Specialty entfallen alle auf Little Richard. Hierfür wurde ausschließlich bereits auf Single veröffentlichtes Material neu zusammengestellt.

### SEP-400 bis SEP-405 (1957–1958): EP-Serie
| Nummer  | Jahr | Künstler       | Titel                        | Songs                                                                        |
| ------- | ---- | -------------- | ---------------------------- | ---------------------------------------------------------------------------- |
| SEP-400 | 1957 | Little Richard | Here’s Little Richard Vol. 1 | Long Tall Sally / Miss Ann She’s Got It / Can’t Believe You Wanna Leave      |
| SEP-401 | 1957 | Little Richard | Here’s Little Richard Vol. 2 | Slippin’ and Slidin’ / Oh Why? Ready Teddy / Baby                            |
| SEP-402 | 1957 | Little Richard | Here’s Little Richard Vol. 3 | Tutti Frutti / True Fine Mama Rip It Up / Jenny Jenny                        |
| SEP-403 | 1958 | Little Richard | Little Richard Vol. 1        | Keep a Knockin’ / By the Light of the Silvery Moon Lucille / Hey-Hey-Hey-Hey |
| SEP-404 | 1958 | Little Richard | Little Richard Vol. 2        | Ooh, My Soul / All Around the World Good Golly, Miss Molly / Baby Face       |
| SEP-405 | 1958 | Little Richard | Little Richard Vol. 3        | Boo Hoo Hoo Hoo / The Girl Can’t Help It Send Me Some Lovin’ / Heeby-Jeebies |

## LPs
Die erste Specialty-Longplay-Schallplatte aus dem Jahr 1952 liegt im 10-inch-Format vor und erhielt die Nummer SB-100. Erst fünf Jahre später stieg Specialty richtig ins Langspielplattengeschäft ein und ließ Little Richard unter der Nummer SP-100 debütieren. Die Platte wurde kurz darauf auf SP-2100 wiederveröffentlicht, womit eine Serie von 13 Alben in Mono startete. Die Serie setzte 1960 mit der vorübergehenden Inaktivität des Labels aus. Nach dem Wiedereintritt in den Markt im Jahr 1964 dauerte es bis 1968, bis eine neue Serie an die alte Nummerierung anknüpfte. Die Angabe Stereo ist dabei irreführend, da hauptsächlich altes Mono-Material in aufbereiteter Form ins Presswerk geliefert wurde.
Mit SP-5002 startete 1957 eine kurze Jazz-LP-Serie, die über drei Ausgaben im Jahr 1960 und einer vierten 1972 nicht hinauskam. Die Nummerierung im 5000er-Bereich fand dann in den britischen Ausgaben von Specialty Records Verwendung.

### SB 100 und SP-100 (1952/1957): Erste LP-Ausgaben
| Nummer | Jahr | Künstler                    | Titel                 |
| ------ | ---- | --------------------------- | --------------------- |
| SB-100 | 1952 | Buddy Baker & his Orchestra | Stairway to the Stars |
| SP-100 | 1957 | Little Richard              | Here’s Little Richard |

### SP-2100 bis SP-2112 (1957–1960): Mono-Serie
| Nummer   | Jahr | Künstler                           | Titel                                  |
| -------- | ---- | ---------------------------------- | -------------------------------------- |
| SP-2100  | 1957 | Little Richard                     | Here’s Little Richard                  |
| SP-2101  | 1958 | Gerald Wiggins Trio                | Around the World in 80 Days            |
| SB-2102  | 1958 | Hal Hidey & his Honky-Tonkers      | Barroom Music with a Broad Appeal      |
| SP-2103  | 1958 | Little Richard                     | Little Richard                         |
| SP-2104  | 1959 | Little Richard                     | The Fabulous Little Richard            |
| SP-2105* | 1959 | Lloyd Price                        | Lloyd Price                            |
| SP-2106  | 1959 | The Soul Stirrers                  | The Soul Stirrers, Featuring Sam Cooke |
| SP-2107  | 1959 | Original Gospel Harmonettes        | He’s Calling Me                        |
| SP-2108  | 1959 | Alex Bradford                      | Too Close to Heaven                    |
| SP-2109* | 1959 | Larry Williams                     | Here’s Larry Williams                  |
| SP-2110  | 1960 | Al Grey & Billy Mitchell All Stars | Dizzy Atmosphere                       |
| SP-2111  | 1960 | Little Richard                     | His Biggest Hits                       |
| SP-2112  | 1960 | Various Artists                    | Our Significant Hits                   |

### SPS-2113 bis SPS-2167 (1968–1988): Stereo-Serie
| Nummer    | Jahr | Künstler                                          | Titel                                                                           |
| --------- | ---- | ------------------------------------------------- | ------------------------------------------------------------------------------- |
| SPS-2113  | 1968 | Little Richard                                    | Little Richard’s Grooviest 17 Original Hits!                                    |
| SPS-2114  | 1969 | Various Artists                                   | Doo Wop                                                                         |
| SPS-2115  | 1969 | Various Artists                                   | Ain’t That Good News                                                            |
| SPS-2116  | 1969 | Sam Cooke with the Soul Stirrers                  | The Gospel Soul of Sam Cooke with the Soul Stirrers, Volume 1                   |
| SPS-2117  | 1970 | Various Artists                                   | This Is How It All Began: The Specialty Story, Volume 1                         |
| SPS-2118  | 1970 | Various Artists                                   | This Is How It All Began: The Specialty Story, Volume 2                         |
| SPS-2119* | 1970 | Sam Cooke                                         | The 2 Sides of Sam Cooke                                                        |
| SPS-2120  | 1970 | Guitar Slim                                       | The Things That I Used to Do                                                    |
| SPS-2121  | 1970 | The Pilgrim Travelers                             | Best Of The Pilgrim Travelers, Vol. 1                                           |
| SPS-2122  | 1970 | Swan Silvertones                                  | Love Lifted Me                                                                  |
| SPS-2123  | 1970 | The Original Five Blind Boys of Alabama           | Oh Lord Stand by Me                                                             |
| SPS-2124  | 1970 | Frankie Lee Sims                                  | Lucy Mae Blues                                                                  |
| SPS-2125  | 1970 | John Lee Hooker                                   | Alone                                                                           |
| SPS-2126  | 1970 | Percy Mayfield                                    | Best of Percy Mayfield                                                          |
| SPS-2127  | 1971 | John Lee Hooker                                   | Goin’ Down Highway 51                                                           |
| SPS-2128  | 1970 | Sam Cooke & The Soul Stirrers                     | Gospel Soul of Sam Cooke with the Soul Stirrers, Volume 2                       |
| SPS-2129  | 1970 | Various Artists                                   | Original Rock Oldies, Volume 1                                                  |
| SPS-2130  | 1970 | Various Artists                                   | Original Rock Oldies, Volume 2                                                  |
| SPS-2131  | 1970 | Don & Dewey                                       | Don & Dewey                                                                     |
| SPS-2132  | 1970 | Brother Joe May                                   | Search Me Lord                                                                  |
| SPS-2133  | 1970 | Alex Bradford                                     | The Best Of Alex Bradford                                                       |
| SPS-2134  | 1970 | Dorothy Love Coates & Original Gospel Harmonettes | The Best of Dorothy Love Coates and the Original Gospel Harmonettes, Volume 1   |
| SPS-2135  | 1970 | Kingdom                                           | Kingdom                                                                         |
| SPS-2136  | 1970 | Little Richard                                    | Well Alright!                                                                   |
| SPS-2137  | 1970 | The Soul Stirrers                                 | The Original Soul Stirrers                                                      |
| SPS-2138  | 1970 | Five Blind Boys of Alabama                        | Marching up to Zion                                                             |
| SPS-2139* | 1970 | Clifton Chenier                                   | Bayou Blues                                                                     |
| SPS-2140  | 1970 | The Pilgrim Travelers                             | Best Of The Pilgrim Travelers, Vol. 2                                           |
| SPS-2141  | 1970 | Dorothy Love Coates & Original Gospel Harmonettes | The Best of Dorothy Love Coates and the Original Gospel Harmonettes, Volume 2   |
| SPS-2142  | 1970 | Brother Joe May                                   | Thank You Lord for One More Day                                                 |
| SPS-2143  | 1970 | Alex Bradford                                     | He Lifted Me                                                                    |
| SPS-2144  | 1970 | Various Artists                                   | Greatest Gospel Songs, Volume 1                                                 |
| SPS-2145  | 1970 | Various Artists                                   | Greatest Gospel Songs, Volume 2                                                 |
| SPS-2146  | 1970 | Soul Stirrers with Sam Cooke                      | That’s Heaven to Me                                                             |
| SPS-2147  | 1970 | The Pilgrim Travelers                             | Stand up and Testify                                                            |
| SPS-2148  | 1971 | The Swan Silvertones                              | My Rock                                                                         |
| SPS-2149  | 1971 | Various Artists                                   | Dark Muddy Bottom Blues                                                         |
| SPS-2150  | 1971 | The Soul Stirrers                                 | Going Back to the Lord Again                                                    |
| SPS-2151  | 1971 | Brother Joe May                                   | In Loving Memory of Brother Joe May: A Collection of His Most Famous Recordings |
| SPS-2152  | 1971 | Various Artists                                   | To Mother: Gospel Superstars Sing About Mother                                  |
| SPS-2153  | 1972 | Various Artists                                   | Gospel Stars in Concert                                                         |
| SPS-2154* | 1972 | Little Richard                                    | The Essential Little Richard                                                    |
| SPS-2155  | 1972 | Various Artists                                   | The Golden Groups                                                               |
| SPS-2156  | 1972 | Lloyd Price                                       | Personality Plus                                                                |
| SPS-2157  | 1972 | Wynona Carr                                       | Jump Jack Jump                                                                  |
| SPS-2158  | 1974 | Larry Williams                                    | The Unreleased Larry Williams                                                   |
| SPS-2159  | 1974 | Roy Milton                                        | R. M. Blues                                                                     |
| SPS-2160  | 1974 | Joe Liggins                                       | Joe Liggins and His Honeydrippers                                               |
| SPS-2161  | 1974 | Frank Rosolino                                    | Free for All                                                                    |
| SPS-2162  | 1974 | Larry Williams                                    | Hocus Pocus!                                                                    |
| SPS-2163  | 1974 | Lloyd Price                                       | Walkin’ The Track                                                               |
| SPS-2164  | 1974 | Sam Cooke                                         | Forever                                                                         |
| SPS-2165  | 1974 | Art Neville                                       | That Old Time Rock ’n’ Roll                                                     |
| SPS-2166  | 1988 | The Hollywood Flames                              | Buzz Buzz Buzz                                                                  |
| SPS-2167  | 1988 | Various Artists                                   | Lay That New Orleans Rock ’n’ Roll Down                                         |

### SP-5000 bis SP-5003 (1957–1972): Jazz-LP-Serie
| Nummer  | Jahr | Künstler                                       | Titel                        |
| ------- | ---- | ---------------------------------------------- | ---------------------------- |
| SP-5000 | 1957 | Katie Lee                                      | Spicy Songs for Cool Knights |
| SP-5001 | 1960 | Al Grey & Billy Mitchell All-Stars             | Dizzy Atmosphere             |
| SP-5002 | 1962 | Buddy Collette, Billy Mitchell, Frank Rosolino | Jazz Loves Paris             |
| SP-5003 | 1972 | Denny King                                     | Evil Wind Is Blowing         |

## Maxi-Singles
Als die Disco-Musik populär war, ließ Specialty mehrere Songs aus dem Katalog überarbeiten. Lee Silver remixte zwei Songs von Little Richard, die zusammen auf 12-Zoll-Maxi-Single erschienen, kommerziell aber erfolglos blieben. Vier Jahre später wurde die Platte als Specialty 741 im 7-Zoll-Format erneut veröffentlicht.

### SPS-4000 (1981): Disco
| Nummer   | Jahr | Künstler       | Songs                            |
| -------- | ---- | -------------- | -------------------------------- |
| SPS-4000 | 1981 | Little Richard | Lucille Remix Heeby-Jeebies-Love |

## CD-Kompilationen
Specialty startete die Produktion von CDs noch als unabhängiges Label im Jahr 1989. Zuerst wurden einige LPs der 2100er-Hauptserie wiederveröffentlicht. Es folgten die ersten Ausgaben der The Legends-Serie, beginnend mit der Nummer SPCD-7001. Beide Serien wurden nach dem Verkauf des Labels an Fantasy Records im Jahr 1991 fortgesetzt. Dazu wurden durch die Musikjournalisten Billy Vera, Lee Hildebrand und Opal Louis Nations mit neuen Archivarbeiten beauftragt, so dass nahezu der komplette Specialty-Katalog in CD-Form neu bewirtschaftet werden konnte. Wie bereits vor dem Verkauf trug Art Rupes Tochter Beverly die künstlerische Verantwortung. Die CD-Serie knüpfte mit SPCD-2168 an die Zählung der letzten Alben-Reihe an und wurde mit neun Ausgaben fortgesetzt. Parallel dazu lief die 7000er-„Legends“-Serie an, die bis 1997 andauerte. Die „Gospel-Twofer“-Reihe vereinte jeweils zwei Alben auf einer CD, sah aber nur fünf Ausgaben. Vier umfangreiche Boxsets komplettieren das Specialty-Programm bis 1994. 2004 ging Fantasy Records mitsamt dem Label Specialty in der Concord Music Group auf, die weitere Ausgaben auf Specialty realisierte: Zum 60. Gründungsjubiläum im Jahr 2006 entstand die CD-Reihe Specialty Profiles, danach folgten unregelmäßig Einzelausgaben.

### SPCD-2105 bis SPCD-2154 (1989–1995): Neuauflage von LPs als CD
| Nummer    | Jahr | Künstler        | Titel                        |
| --------- | ---- | --------------- | ---------------------------- |
| SPCD-2105 | 1989 | Lloyd Price     | Lloyd Price                  |
| SPCD-2109 | 1992 | Larry Williams  | Here’s Larry Williams        |
| SPCD-2119 | 1995 | Sam Cooke       | The 2 Sides of Sam Cooke     |
| SPCD-2139 | 1995 | Clifton Chenier | Bayou Blues                  |
| SPCD-2154 | 1995 | Little Richard  | The Essential Little Richard |

### SPCD-2168 bis SPCD-2176 (1992): CD-Serie
| Nummer    | Jahr | Künstler                              | Titel                                         |
| --------- | ---- | ------------------------------------- | --------------------------------------------- |
| SPCD-2168 | 1992 | Various Artists                       | Creole Kings of New Orleans                   |
| SPCD-2169 | 1992 | Paul Gayten & Annie Laurie            | Regal Records In New Orleans                  |
| SPCD-2170 | 1992 | Little Jimmy Scott & Paul Gayten Band | Regal Records Live in New Orleans             |
| SPCD-2171 | 1992 | Joe Houston                           | Cornbread and Cabbage Greens                  |
| SPCD-2172 | 1992 | Various Artists                       | Blues from Dolphin’s of Hollywood             |
| SPCD-2173 | 1992 | Various Artists                       | Doo Wop From Dolphin’s of Hollywood, Volume 1 |
| SPCD-2174 | 1992 | Various Artists                       | Doo Wop From Dolphin’s of Hollywood, Volume 2 |
| SPCD-2175 | 1992 | Chuck Higgins                         | Pachuko Hop                                   |
| SPCD-2176 | 1992 | Marvin & Johnny                       | Flipped Out                                   |

### SPCD-7000 bis SPCD-7074 (1990–1997): CD-SerieTheLegends
| Nummer    | Jahr | Künstler                                              | Titel                                                                        |
| --------- | ---- | ----------------------------------------------------- | ---------------------------------------------------------------------------- |
| SPCD-7001 | 1990 | Percy Mayfield                                        | Poet of the Blues                                                            |
| SPCD-7002 | 1990 | Larry Williams                                        | Bad Boy                                                                      |
| SPCD-7003 | 1990 | Jesse Belvin                                          | The Blues Balladeer                                                          |
| SPCD-7004 | 1990 | Roy Milton and His Solid Senders                      | Roy Milton & His Solid Senders                                               |
| SPCD-7005 | 1990 | Jimmy Liggins & His Drops of Joy                      | Jimmy Liggins & His Drops of Joy                                             |
| SPCD-7006 | 1990 | Joe Liggins & the Honeydrippers                       | Joe Liggins & the Honeydrippers                                              |
| SPCD-7007 | 1991 | Guitar Slim & His Band                                | Sufferin’ Mind                                                               |
| SPCD-7008 | 1991 | Don & Dewey                                           | Don & Dewey                                                                  |
| SPCD-7009 | 1991 | Soul Stirrers                                         | Sam Cooke with the Soul Stirrers                                             |
| SPCD-7010 | 1991 | Lloyd Price                                           | Lawdy!                                                                       |
| SPCD-7011 | 1991 | Floyd Dixon                                           | Marshall Texas Is My Home                                                    |
| SPCD-7012 | 1991 | Little Richard                                        | The Georgia Peach                                                            |
| SPCD-7013 | 1992 | The Soul Stirrers                                     | Shine on Me. Featuring R. H. Harris                                          |
| SPCD-7014 | 1992 | The Chosen Gospel Singers                             | The Lifeboat Is Coming                                                       |
| SPCD-7015 | 1992 | Professor Alex Bradford                               | Rainbow in the Sky                                                           |
| SPCD-7016 | 1992 | Sister Wynona Carr                                    | Dragnet for Jesus                                                            |
| SPCD-7017 | 1992 | The Original Gospel Harmonettes                       | Get on Board                                                                 |
| SPCD-7018 | 1992 | John Lee Hooker                                       | Graveyard Blues                                                              |
| SPCD-7019 | 1992 | Various Artists                                       | Specialty Legends of Boogie Woogie                                           |
| SPCD-7020 | 1992 | Smokey Hogg                                           | Angels in Harlem                                                             |
| SPCD-7021 | 1992 | Hollywood Flames                                      | The Hollywood Flames                                                         |
| SPCD-7022 | 1992 | Frankie Lee Sims                                      | Lucy Mae Blues                                                               |
| SPCD-7023 | 1992 | Art Neville                                           | His Specialty Recordings: 1956–58                                            |
| SPCD-7024 | 1992 | Roy Milton and His Solid Senders                      | Roy Milton and His Solid Senders, Vol. 2: Groovy Blues                       |
| SPCD-7025 | 1992 | Joe Liggins & the Honeydrippers                       | Joe Liggins & the Honeydrippers, Vol. 2: Dripper's Boogie                    |
| SPCD-7026 | 1992 | Jimmy Liggins & His Drops of Joy                      | Jimmy Liggins & His Drops of Joy, Vol. 2: Rough Weather Blues                |
| SPCD-7027 | 1992 | Percy Mayfield                                        | Percy Mayfield, Vol. 2: Memory Pain                                          |
| SPCD-7028 | 1992 | Various Artists                                       | Shouting the Blues                                                           |
| SPCD-7029 | 1992 | Various Artists                                       | All Night Long They Play the Blues: The Galaxy Masters                       |
| SPCD-7030 | 1993 | The Pilgrim Travelers                                 | Walking Rhythm                                                               |
| SPCD-7031 | 1993 | The Soul Stirrers                                     | Jesus Gave Me Water. Featuring Sam Cooke, Paul Foster, and Julius Cheeks     |
| SPCD-7032 | 1993 | The Meditation Singers                                | Good News                                                                    |
| SPCD-7033 | 1993 | Brother Joe May                                       | The Thunderbolt of the Middle West                                           |
| SPCD-7034 | 1993 | Detroiters/Golden Echoes                              | Old Time Religion                                                            |
| SPCD-7035 | 1993 | John Lee Hooker                                       | Everybody’s Blues                                                            |
| SPCD-7036 | 1993 | Mercy Dee Walton                                      | One Room Country Shack                                                       |
| SPCD-7037 | 1993 | Lester Williams                                       | I Can’t Lose with the Stuff I Use                                            |
| SPCD-7038 | 1993 | Various Artists                                       | Creole Kings of New Orleans, Vol. 2                                          |
| SPCD-7039 | 1993 | Clifton Chenier                                       | Zodico Blues & Boogie                                                        |
| SPCD-7040 | 1993 | The Soul Stirrers                                     | Heaven Is My Home Featuring Paul Foster and Johnnie Taylor                   |
| SPCD-7041 | 1993 | The Five Blind Boys of Alabama                        | The Sermon                                                                   |
| SPCD-7042 | 1993 | Professor Alex Bradford                               | Too Close                                                                    |
| SPCD-7043 | 1993 | The Sally Martin Singers                              | Throw out the Lifeline                                                       |
| SPCD-7044 | 1993 | The Swan Silvertones                                  | Heavenly Light                                                               |
| SPCD-7045 | 1993 | Various Artists                                       | The Great 1955 Shrine Concert                                                |
| SPCD-7046 | 1993 | Camille Howard & Her Trio                             | Camille Howard, Vol. 1: Rock Me Daddy                                        |
| SPCD-7047 | 1993 | Lloyd Price                                           | Lloyd Price, Vol. 2: Heavy Dreams                                            |
| SPCD-7048 | 1993 | Wynona Carr                                           | Jump Jack Jump!                                                              |
| SPCD-7049 | 1993 | Various Artists                                       | Hard Core Doo-Wop: In the Hallway Under the Street Lamp                      |
| SPCD-7050 | 1993 | Various Artists                                       | Golden Groups                                                                |
| SPCD-7051 | 1993 | Various Artists                                       | Gospel Christmas Card                                                        |
| SPCD-7052 | 1994 | Soul Stirrers                                         | The Last Mile of the Way                                                     |
| SPCD-7053 | 1994 | The Pilgrim Travelers                                 | Better Than That                                                             |
| SPCD-7054 | 1994 | Brother Joe May                                       | Live 1952–1955                                                               |
| SPCD-7055 | 1994 | Rev. Cleophus Robinson                                | Someone to Care                                                              |
| SPCD-7056 | 1994 | Various Artists                                       | Women of Gospel’s Golden Age, Volume 1                                       |
| SPCD-7057 | 1994 | Various Artists                                       | Bad Bad Whiskey: The Galaxy Masters                                          |
| SPCD-7058 | 1994 | Various Artists                                       | Legends of Jump Blues, Volume One                                            |
| SPCD-7059 | 1994 | Various Artists                                       | Rock ’N’ Roll Fever!                                                         |
| SPCD-7060 | 1994 | Roy Milton and His Solid Senders                      | Roy Milton and His Solid Senders, Vol.: Blowin’ with Roy                     |
| SPCD-7061 | 1994 | Various Artists                                       | Bloodstains on the Wall: Country Blues from Specialty                        |
| SPCD-7062 | 1997 | Camille Howard                                        | Camille Howard, Volume 2: X-Temporaneous Boogie                              |
| SPCD-7063 | 1997 | Little Richard                                        | Little Richard, Volume 2: Shag on Down By the Union Hall                     |
| SPCD-7064 | 1997 | Various Artists                                       | Coast to Coast: Vocal Groups                                                 |
| SPCD-7065 | 1997 | Various Artists                                       | Jumpin’ and Jivin’                                                           |
| SPCD-7066 | 1997 | Rev. Maceo Woods & Christian Tabernacle Concert Choir | Hello Sunshine: The Volt Recordings                                          |
| SPCD-7067 | 1997 | Various Artists                                       | Free At Last: Gospel Quartets from Stax Records’ Chalice Label               |
| SPCD-7068 | 1997 | Various Artists                                       | Golden Age Gospel Choirs 1954–1963                                           |
| SPCD-7069 | 1997 | Various Artists                                       | Golden Age Gospel Quartets, Vol. 1                                           |
| SPCD-7070 | 1997 | Various Artists                                       | Golden Age Gospel Quartets, Vol. 2                                           |
| SPCD-7071 | 1997 | Various Artists                                       | Going Back: A Collection                                                     |
| SPCD-7072 | 1997 | Various Artists                                       | The Ebb Records Story, Vol. 1                                                |
| SPCD-7073 | 1997 | Various Artists                                       | The Ebb Records Story, Vol. 2: Blues ’n’ Rhythm and Rock ’n’ Roll, 1957–1959 |
| SPCD-7074 | 1997 | Various Artists                                       | Specialty Records Greatest Hits                                              |

### SPCD-7202-2 bis SPCD-7206-2 (1991): SerieSpecialty Gospel Twofer(2-LPs auf 1 CD)
| Nummer    | Jahr | Künstler                                              | Titel                                                                            |
| --------- | ---- | ----------------------------------------------------- | -------------------------------------------------------------------------------- |
| SPCD-7202 | 1991 | Swan Silvertones                                      | Love Lifted Me/My Rock                                                           |
| SPCD-7203 | 1991 | The Original Five Blind Boys of Alabama               | Oh Lord, Stand by Me/Marching Up to Zion                                         |
| SPCD-7204 | 1991 | The Pilgrim Travelers                                 | The Best of the Pilgrim Travelers                                                |
| SPCD-7205 | 1991 | Dorothy Love Coates & The Original Gospel Harmonettes | The Best of Dorothy Love Coates & the Original Gospel Harmonettes, Volumes 1 & 2 |
| SPCD-7206 | 1991 | Various Artists                                       | Greatest Gospel Gems, Volumes 1 & 2                                              |

### SPCD-8508, 5SPCD-4412, 3SPCD-4437 und SPCD-2100 (1989/1994): CD-Boxsets
| Nummer    | Jahr | Künstler                      | Titel                                    |
| --------- | ---- | ----------------------------- | ---------------------------------------- |
| SPCD-8508 | 1989 | Little Richard                | The Specialty Sessions                   |
| SPCD-4412 | 1994 | Various Artists               | The Specialty Story                      |
| SPCD-4437 | 1994 | Sam Cooke & The Soul Stirrers | The Complete Specialty Record Recordings |
| SPCD-2100 | 1994 | Various Artists               | The Specialty Story Sampler              |

### SPCD-30053-25 bis SPCD 300058-25 (2006): CD-SerieSpecialty Profiles
| Nummer | Jahr | Künstler                      | Titel                                             |
| ------ | ---- | ----------------------------- | ------------------------------------------------- |
| 300053 | 2006 | John Lee Hooker               | Specialty Profiles: John Lee Hooker               |
| 300054 | 2006 | Larry Williams                | Specialty Profiles: Larry Williams                |
| 300055 | 2006 | Lloyd Price                   | Specialty Profiles: Lloyd Price                   |
| 300056 | 2006 | Percy Mayfield                | Specialty Profiles: Percy Mayfield                |
| 300057 | 2006 | Roy Milton                    | Specialty Profiles: Roy Milton                    |
| 300058 | 2006 | Sam Cooke & The Soul Stirrers | Specialty Profiles: Sam Cooke & The Soul Stirrers |

### SPCD-30748 und SPCD 33300 (ab 2008): Neue CD-Ausgaben der Concord Music Group
| Nummer    | Jahr | Künstler       | Titel                           |
| --------- | ---- | -------------- | ------------------------------- |
| 30748     | 2008 | Little Richard | The Very Best of Little Richard |
| SPC-33300 | 2012 | Little Richard | Here’s Little Richard           |

## Nachweise